# San Miguel (El Salvador)
San Miguel es una ciudad, distrito y cabecera departamental del departamento homónimo de San Miguel, El Salvador. Históricamente ha sido y sigue siendo, por casi 500 años, la ciudad más importante de la zona oriental del país. Tiene una población de 232,887 habitantes para el año 2024, según el censo de población de 2024, lo que la convierte en la tercera ciudad más poblada del país y la tercera más importante por su influencia económica. Está situada a 138 km al este de la capital, San Salvador.
San Miguel fue fundada el 8 de mayo de 1530 por el capitán Luis de Moscoso bajo el nombre completo de San Miguel de La Frontera, como baluarte para la conquista del reino Lenca de Chaparrastique (Lugar de las Bellas Orquídeas), convirtiéndose así en la segunda ciudad colonial española de los territorios hoy salvadoreños, pero se trasladó a su actual ubicación hasta en 1586. Desde entonces, San Miguel se convirtió en émula y rival de San Salvador como segunda ciudad en importancia dentro de la Alcaldía Mayor de San Salvador y, posteriormente, de la Intendencia de San Salvador durante toda la época de colonización española. San Miguel vio fenecido su liderazgo político dentro de la nación a finales del siglo XIX y comienzos del XX debido al ascenso económico de Santa Ana con la agricultura del café. Aunado al hecho que el gobierno salvadoreño dividió toda la zona oriental en cuatro departamentos con el afán de disminuir la influencia política de la élite migueleña.

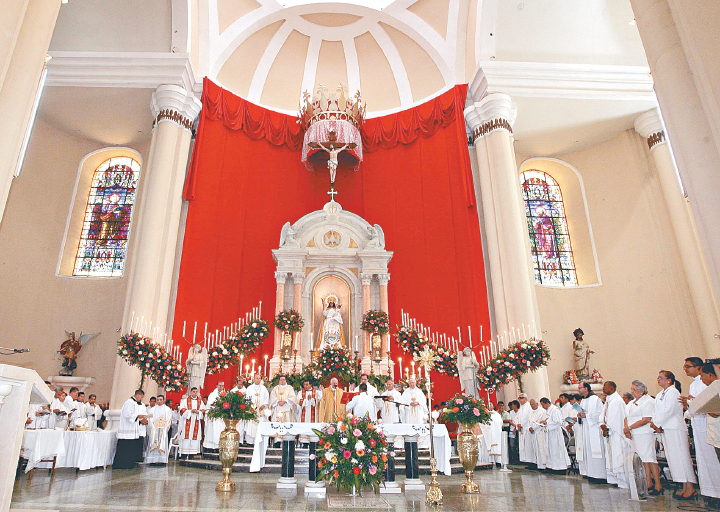
Fiestas de San Miguel El Salvador 2015.

Hacia mediados del siglo XX tuvo un importante desarrollo económico debido a la agricultura de algodón y henequén, pero la guerra civil salvadoreña alteró su economía y sociedad. En la actualidad, ya a finales del siglo XX y comienzos del XXI, San Miguel ha ido recuperando poco  a poco su liderazgo económico y político en  gran medida por las remesas familiares de los salvadoreños en los Estados Unidos que han reposicionado a la ciudad como el principal centro de comercio de toda la Zona Oriental de El Salvador. Hoy por hoy, San Miguel es la ciudad líder de toda la región oriental en El Salvador. Representando la "capital" económica de toda la zona oriental salvadoreña, abarcando cuatro de los 14 departamentos salvadoreños, tres de ellos siendo los más grandes de esta nación.
Por otra parte, otra de las razones por las que San Miguel es ampliamente conocida entre la sociedad salvadoreña es porque en esta localidad tiene lugar el Carnaval de San Miguel, la fiesta popular más importante de El Salvador que se desarrolla en el mes de noviembre en el transcurso de las fiestas patronales.
En 1586 la villa había obtenido el título de ciudad. En 1655, una erupción volcánica casi destruyó toda la ciudad. Según la leyenda, la devastación fue tan grave que sólo se salvó una imagen de María en la iglesia parroquial.

## Geografía física
El distrito de San Miguel tiene un área de 593,98 km², y una altitud de 110 m s. n. m. Se encuentra asentado en un valle al noreste del volcán de San Miguel, también conocido como «Chaparrastique». Riegan su territorio numerosos ríos y quebradas, entre los que destaca el río Grande de San Miguel, otros son: Las Cañas, Yamabal, Taisihuat, Las Lajas, El Jute, Miraflores y Zamorán. Su hidrografía también cuenta con las lagunas de Aramuaca, San Juan, El Jocotal, parte de la laguna de Olomega, y laguneta El Coco.

### Ubicación
San Miguel es la cabecera del departamento homónimo, ubicado en la zona oriental de El Salvador. Limita con los siguientes distritos:
| Noroeste: Quelepa y Moncagua                                            | Norte: Chapeltique, Moncagua, Yamabal y San Carlos | Noreste: Comacarán y El Divisadero     |
| Oeste: San Rafael Oriente, El Tránsito, San Jorge, Chinameca y Moncagua |                                                    | Este: Uluazapa, Comacarán y Yayantique |
| Suroeste: Jucuarán y El Tránsito                                        | Sur: Chirilagua                                    | Sureste: El Carmen                     |

### Clima
En El Salvador existen dos estaciones y dos transiciones durante el año: la estación seca (14 de noviembre al 19 de abril) y la estación lluviosa (21 de mayo al 16 de octubre); y las transiciones seca-lluviosa (20 de abril al 20 de mayo) y lluviosa-seca (17 de octubre al 13 de noviembre).
La ciudad de San Miguel se encuentra ubicada en la zona climática salvadoreña de sabana tropical caliente o tierra caliente, y se  caracteriza por su clima cálido, propio de la altura a la que se encuentra y por el ecosistema alrededor de la ciudad. Se le considera una de las ciudades más calurosas del istmo centroamericano, alcanzando temperaturas máximas extremas en los meses de marzo, abril y recientemente mayo se ha convertido en un mes muy caluroso. En cuanto a las precipitaciones, el mayor promedio mensual en milímetros ocurre durante los meses de junio y septiembre. A continuación el registro mensual de las temperaturas máximas y mínimas, y las precipitaciones totales en milímetros durante el año 2013.
| Parámetros climáticos promedio de San Miguel | Parámetros climáticos promedio de San Miguel | Parámetros climáticos promedio de San Miguel | Parámetros climáticos promedio de San Miguel | Parámetros climáticos promedio de San Miguel | Parámetros climáticos promedio de San Miguel | Parámetros climáticos promedio de San Miguel | Parámetros climáticos promedio de San Miguel | Parámetros climáticos promedio de San Miguel | Parámetros climáticos promedio de San Miguel | Parámetros climáticos promedio de San Miguel | Parámetros climáticos promedio de San Miguel | Parámetros climáticos promedio de San Miguel | Parámetros climáticos promedio de San Miguel |
| Mes                                          | Ene.                                         | Feb.                                         | Mar.                                         | Abr.                                         | May.                                         | Jun.                                         | Jul.                                         | Ago.                                         | Sep.                                         | Oct.                                         | Nov.                                         | Dic.                                         | Anual                                        |
| -------------------------------------------- | -------------------------------------------- | -------------------------------------------- | -------------------------------------------- | -------------------------------------------- | -------------------------------------------- | -------------------------------------------- | -------------------------------------------- | -------------------------------------------- | -------------------------------------------- | -------------------------------------------- | -------------------------------------------- | -------------------------------------------- | -------------------------------------------- |
| Temp. máx. abs. (°C)                         | 35                                           | 37                                           | 38                                           | 38                                           | 35                                           | 34                                           | 36                                           | 35                                           | 33                                           | 34                                           | 34                                           | 35                                           | 38                                           |
| Temp. máx. media (°C)                        | 31                                           | 32                                           | 33                                           | 34                                           | 32                                           | 31                                           | 30                                           | 29                                           | 30                                           | 29                                           | 30                                           | 31                                           | 31                                           |
| Temp. media (°C)                             | 27                                           | 28                                           | 30                                           | 29                                           | 28                                           | 28                                           | 28                                           | 27                                           | 27                                           | 27                                           | 26                                           | 26                                           | 27.6                                         |
| Temp. mín. media (°C)                        | 24                                           | 25                                           | 27                                           | 26                                           | 25                                           | 25                                           | 25                                           | 25                                           | 25                                           | 25                                           | 24                                           | 23                                           | 24.9                                         |
| Temp. mín. abs. (°C)                         | 20                                           | 18                                           | 20                                           | 22                                           | 22                                           | 22                                           | 22                                           | 20                                           | 22                                           | 22                                           | 21                                           | 19                                           | 18                                           |
| Precipitación total (mm)                     | 0                                            | 0                                            | 7                                            | 34                                           | 49                                           | 94                                           | 162                                          | 88                                           | 147                                          | 122                                          | 35                                           | 5                                            | 743                                          |
| Fuente: AccuWeather                          |                                              |                                              |                                              |                                              |                                              |                                              |                                              |                                              |                                              |                                              |                                              |                                              |                                              |

## Naturaleza

### Flora

#### Zonas de vida
La mayoría del distrito es bosque húmedo subtropical cálido con puntos de transición a bosques subhúmedos. Al noreste del distrito hay bosques secos tropicales que hacen transición a los subtropicales. En la subida al volcán de San Miguel desde su base empieza la transición de los bosques húmedos subtropicales cálidos a tropicales y bosques húmedos subtropicales no cálidos; en la cima hay bosques muy húmedos subtropicales y, en lo más alto, bosques muy húmedo montanos bajos subtropicales.

### Geología

#### Pedología
Las tierras que se encuentran dentro del distrito son en su mayoría grumosoles y latosoles arcillo-rojizos. Los suelos grumosoles son arcillosos de color gris a negro con vegetación de morros; cuando están mojados son pegajosos y plásticos pero secos son duros y se rajan; no son muy aptos para cultivos permanentes de alto valor comercial, porque al rajarse rompen raíces. Los latosoles arcillo-rojizos son, como su nombre sugiere, arcillosos de color rojizo en lomas, son bien desarrollados con estructura en forma de bloques; su coloración se debe a la presencia de minerales de hierro; su fertilidad puede ser alta en terrenos protegidos y son suelos aptos para casi todo cultivo.
En la subida al volcán de San Miguel son andosoles y litosoles. Los andosoles son suelos originados de cenizas volcánicas; su capacidad de producción es alta y según la topografía son aptos para agricultura intensiva mecanizada para toda clase de cultivos. Los litosoles son suelos poco profundos sobre roca y muy complejos; el uso potencial de estos suelos es pobre y de bajo rendimiento, sin embargo en algunos lugares pedregosos las piedras reducen la erosión por lo cual pueden generar buenos rendimientos por mata.
En las cercanías a la lagunas de Olomega y del Jocotal son suelos aluviales. Los suelos aluviales son compuestos de materiales transportados o depositados por ríos en valles interiores, estratificados de textura variable; son suelos de alta productividad.

### Zonas protegidas
Parte del distrito se encuentra en el área de conservación Tecapa-San Miguel. Las áreas naturales protegidas en la jurisdicción del distrito son las de: Hacienda Casamota y La Pezota, San Juan Mercedes Silva, Las Moritas, San Antonio Silva, San Antonio La Pupusa y Laguna El Jocotal.

## Historia

### La colonización española
La conquista del actual territorio salvadoreño inició en el año 1525, cuando las tropas de Pedro de Alvarado atravesaron el Río Paz. Cuatro años después, Pedrarias Dávila —quien tenía bajo su control el territorio de Nicaragua— comisionó a Martín de Estete con fines de exploración y anexión del territorio ubicado al oriente del Río Lempa. Aunque la misión de Estete fracasó, Alvarado decidió contrarrestar las pretensiones de Dávila, y por ello delegó a Luis de Moscoso para que fundase una villa.
Moscoso se trasladó con 120 soldados españoles y —probablemente el 8 de mayo de 1530, festividad del Arcángel Miguel— estableció la villa de San Miguel de La Frontera, en las cercanías del poblado indígena de Usulután, en una región llamada por los naturales Popocatépet. Sin embargo, se dice que Pedro de Alvarado contribuyó al despoblamiento del sitio, cuando embarcó a varios individuos para su expedición al Perú; por lo que se volvió a restablecer en 1535 por Cristóbal de la Cueva y bajo la advocación de Nuestra Señora de la Victoria. El acta fundacional de ese villorrio es la única existente para una ciudad fundada en la colonia española en El Salvador, y fue incluida en un juicio de residencia de De la Cueva. A finales del año 1536, el poblado sufrió el embate de huestes indígenas, en medio de un alzamiento lenca liderado por Lempira y a la que sobrevivió con el auxilio de las tropas de San Salvador.
Para 1572, Juan López de Velasco describía a San Miguel como una comarca más caliente que fría, de buena producción agrícola de maíz y cacao; así como contaba entre sus recursos a las minas de plata que eran difíciles de explotar por la escasez de agua. Tenía además 650 habitantes, pues residían en ella 130 vecinos españoles o jefes de familia, de los cuales 60 eran encomenderos. Según Jorge Lardé y Larín, adquirió el título de ciudad en 1574.
A principios de 1586, la ciudad fue destruida por un incendio que redujo también a escombros el convento de San Francisco que había sido erigido en 1574. En el 27 de junio de 1586 el comisario general de la Orden de Franciscanos, fray Alonso Ponce, llegó a la ciudad de San Miguel. Encontró a la ciudad en escombros por el incendio de ese años, incluyendo el convento franciscano.

No quedó puerta ni umbral ni marco ni otro madero en toda la casa e iglesia que no se hiciese ceniza, y aun las paredes, que eran de tapias con algunas rafas de ladrillos y se habían ya quemado otra vez, quedaron tan mal tratadas que (según decían los que entendían de obras) no se podía edificar sobre ellas; desta manera estaba todo el pueblo excepto las casas de teja, que eran pocas, y algunas otras pocas de paja, a las cuales no tocó el fuego.

Según el fraile, moraban en la ciudad «como treinta españoles». Partió de San Miguel después de ver el convento y se condujo hacia Jiquilisco. Por motivo del incendio, los habitantes se trasladaron a su actual asiento, teniendo para finales de junio de 1586 tenía una población total de 150 habitantes.
Para el año 1682, las zonas del golfo de Fonseca y la bahía del Espíritu Santo eran asediadas por piratas. San Miguel tomó las providencias necesarias, y pese a que no sufrió ningún ataque, sí lo fueron poblados de la costa. Suceso notable de 1699 fue la erupción del volcán vecino, llamado en ese entonces Poshotlán.
Para 1740, según Manuel de Gálvez, habitaban en San Miguel unos 1100 habitantes, y había en el poblado una iglesia parroquial y los conventos de San Francisco y La Merced, además de dos ermitas: la de San Sebastián y El Calvario. En 1770, de acuerdo a Pedro Cortés y Larraz, la población era de 3765 almas, y en su crónica resaltaba la ausencia de escuelas y la intensa actividad por el cultivo del añil, por el que incluso se descuidaban los demás cultivos.
Los Alcaldes Ordinarios electos en el 1 de enero de 1803 para regir ese mismo año eran don Ramón de Salazar, Alcalde de primer voto, y don Benigno Becerril, Alcalde de segundo voto.
Con la creación de la Intendencia de San Salvador, se erigió el Partido de San Miguel, del que la ciudad pasó a convertirse en su cabecera. Para 1807, el intendente Antonio Gutiérrez y Ulloa dejó una descripción del sitio. Gutiérrez establecía su población en 566 españoles, 7696 ladinos y 5424 indios; y la existencia de una iglesia parroquial, y dos conventos (San Francisco y La Merced). Sin embargo, señalaba Gutiérrez, a pesar del movimiento comercial San Miguel no parecía gozar de prosperidad alguna: una débil policía, malos caminos, consumo excesivo de alcohol, la ruina de edificios públicos, aguas insalubres y enfermedades, desmejoraban el poblado.
Pocos años después ocurrió el alzamiento del 5 de noviembre de 1811 de San Salvador en contra de las autoridades coloniales, en la que los sublevados giraron invitación de los ayuntamientos vecinos para que nombrasen representantes para la formación de una provincia autónoma. La respuesta de San Miguel fue negativa y reiteró su fidelidad a Fernando VII. Por ello, el capitán general José de Bustamante y Guerra promovió que se le otorgase a San Miguel el título de Muy noble y Muy leal, lo que se hizo efectivo el 11 de julio de 1812.

### Época republicana
Con el nacimiento del estado de El Salvador, el 12 de junio de 1824 se creó el departamento de San Miguel, que tenía como cabecera al poblado del mismo nombre. Esa zona se dividió en dos departamentos en 1827: el mismo San Miguel y Chinameca.  
Después de la independencia, la ciudad vio un breve declive económico pero luego una recuperación notable que expandió su posición como el centro del comercio del añil.
Durante los años de la República Federal de Centro América, la ciudad fue centro de los diversos disturbios políticos y militares de la época como principal núcleo poblacional que era de la zona oriental del país. 
Alrededor de 1830, el viajero neerlandés Jacobo Haefkens notó que la mayoría de mercaderes eran pobres.

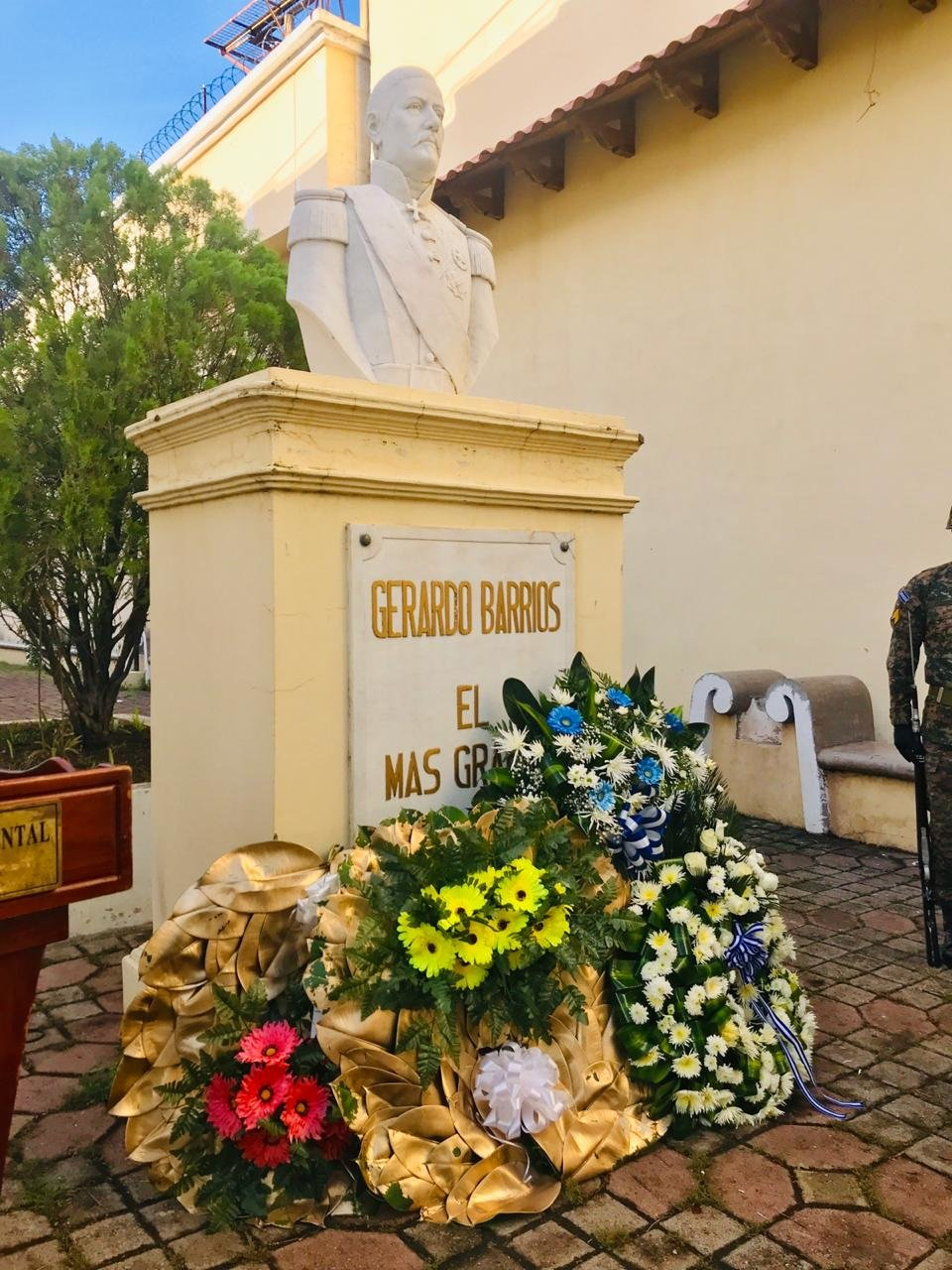
Busto del general Gerardo Barrios en el Teatro Nacional Francisco Gavidia de San Miguel.

En 1844, un movimiento de revuelta en contra del gobierno de Malespín fue organizado por los generales Gerardo Barrios y Trinidad Cabañas; tomaron la ciudad pero fueron derrotados por fuerzas leales a Malespín. Luego de su regreso de Honduras, Malespín fue, al final, derrotado en San Miguel.
En agosto de 1845, la ciudad fue saqueada por las fuerzas del líder faccioso general José Santos Guardiola y sus partidarios de Honduras después de su atentado fallido de tomar San Salvador.
En el 17 de octubre de 1852 comenzó un temporal que causó estragos en el departamento de San Miguel; en la ciudad de San Miguel y su vecindad hubo gran destrucción por el desborde de los ríos y quebradas en sus alrededores. El Río Grande de San Miguel salió de sus márgenes desde una cuadra hasta una legua en algunas partes, destruyendo 19 pedazos de trascorral de varias casas, todos los trabajos de chacras, milpas y otras siembras que estaban inmediatos al río.
En el 4 de octubre de 1856, el Ministerio de Hacienda y Guerra acordó cobrar derecho de pontazgo por el paso en los puentes Urbina y el de Irion, que se empezaba a construir, medio real por cada carga en carreta o mula, por cada persona y por cada cabeza de ganado vacuno y caballar; los impuestos se habían de cobrar hasta completar la suma que importan los puentes, avisando al gobierno cuando esté concluido el reembolso para que disponga si continuar el impuesto en favor de los mismos objetos o de otros, o dejar libre el paso; la mitad de la cantidad de los impuestos se destinaron a beneficio del Hospital de San Miguel y la otra mitad a la introducción del agua a la ciudad.
En 1858, Gustavus von Tempsky describió a la ciudad en su libro Mitla:

Una ciudad de consideración, famoso por su feria annual, al que comerciantes de todas partes de centroamérica asisten, haciendo compras de mrecancías importadas y vendiendo productos nativos. San Miguel está lleno de comerciantes, muchos de ellos ricos, y manejan una gran empresa de importación de manufacturas europeas y americanas.
A town of consideration, and famous for its annual fair, to which merchants of all parts of Central America resort, making their purchases of imported goods and disposing of native produce. San Miguel is crammed full of merchants, many of them are wealthy, and carry on a large importing business of European and American manufactures.
Gustavus Ferdinand von Tempsky

En el 15 de mayo de 1865, a las seis de la mañana un grupo de amotinados en contra del gobierno de Dueñas liderado por el general Trinidad Cabañas, partidario de Barrios, tomó las casas consistoriales y el edificio militar sin disparar un tiro. En respuesta, en el 17 de mayo, el presidente Francisco Dueñas decretó en estado de sitio la república entera y mandó un ejército expedicionario encabezado por los generales Santiago González y Florencio Xatruch para retomar la ciudad. El motín desocupa la ciudad de San Miguel y esta fue retomada por el general González en la tarde del 28 de mayo. El siguiente día, a las 8:30 a. m., se puso en camino hacia el puerto de La Unión, donde ataca y vence el motín, el general Cabañas logra escapar. En estado de sitio duró hasta el 31 de agosto.
Para el año 1865 el departamento de San Miguel se extendía en toda la zona oriental, por lo que el presidente Francisco Dueñas, para una mejor administración política y militar, decidió dividirlo en tres: San Miguel, La Unión y Usulután; por medio de una ley emitida el 25 de junio.  
Después de que se reglamentó la Policía Rural con Jueces de Policía rural en el 16 de mayo de 1868, se nombró a don Timoteo Amaya como Juez de Policía Rural del Distrito de San Miguel. También en 1868 fue fundado un casino, el primero en El Salvador.
En los años de 1874 y 1875, hubo un declive relativo en ventas y precios de añil después de una producción incrementada en 1870. Para 1875, las ferias en San Miguel habían sido reducidas a dos, una en noviembre y otra en finales de abril o inicios de mayo. Felipe Espinoza es nombrado gobernador de San Miguel, este era odiado por la población por haber sido un aliado de Santiago González en su represión del levantamiento de Barrios.
En el 21 de abril de 1875, el presidente Santiago González visitó a San Miguel. En su visita ordenó la destitución del cura José Manuel Palacios, deseando imponer al padre Sabino Bustamante quien era un aliado y leal a él.  Bustamante había servido como cura antes de Palacios, era amigo de las familias prominentes de la población y era una opción prudente para desarticular la alianza que el padre Palacios había formado entre la iglesia y la población. El gobierno presionó a la iglesia para que realice una investigación de las organizaciones políticas de Palacios, pero el provisor eclesiástico Contrarero, un amigo de Palacios, estaba encargado de la investigación y rehusó su remoción. La facción popular que apoyaba a Palacios mandó una petición de 1000 firmas al gobierno en favor de Palacios, pero las autoridades municipales apoyaron al presidente.
Insurrección de junio de 1875
En el domingo 20 de junio de 1875, el cura José Manuel Palacios predicó, contra las amenazas de las autoridades locales de ser arrestado, un edicto criticando al gobierno; el edicto condenó al gobierno y sus amenazas en contra de la iglesia. Hubo reclamos que Palacios había animado la presencia de partidarios armados en la iglesia para que estén listos para intervenir si oficiales intentaran arrestarlo.
En la noche, miles, según unos testigos entre tres y cuatro miles, de campesinos, milicianos, artesanos y mercaderes, hombres y mujeres entre ellos, vecinos de la ciudad y sus poblaciones aledañas contestaron al toque de las campanas de la iglesia e invadieron al centro de la ciudad en una insurrección que duró cuatro días. Gritando "¡Viva la religión, muera el imperio!" (una referencia a las élites que apoyaron el intento de anexión de Centro América por el imperio Mexicano) y "¡Viva la religión muera el gobierno de los españoles!" atacaron y tomaron la oficina del gobernador departamental, Felipe Espinoza, y mataron a muchos soldados de la plaza de San Miguel, siendo esta la segunda más grande de El Salvador en este tiempo; entre los insurrectos había soldados y oficiales que habían sido reclutados al movimiento. Al menos setenta prisioneros fueron sacados de las cárceles. El cabildo, edificios oficiales, bodegas de mercaderes y tiendas fueron incendiados mientras arengadores incitaban a gente a unirse. La prensa reportó que mujeres armadas con machetes participaron, incitando a los hombres, cometiendo robos y hasta robando familias que las habían empleado; hombres fueron acusados de crímenes similares y la prensa guatemalteca reportó que habían cometido raptos. El gobernador Espinoza, especialmente buscado por el movimiento, fue asesinado y según reportes luego es castrado y mutilado. También fue asesinado el alcalde. El cónsul de los EE. UU. calculó los daños a las propiedades de las élites en 600,000 pesos.
La respuesta del gobierno, aunque retrasado, fue masiva. Cuatro días después del inicio de la revuelta, llegaron a San Miguel más de 100 tropas del gobierno de los puertos de La Unión y hondureñas del puerto de Amapala. Iban en camino 200 tropas llegaron de Usulután, y el buque de guerra inglés H.M.S. Fantome también ofreció tropas desde el puerto de La Unión pero no desembarcaron. Enfrentamientos continuaron en los suburbios y región de San Miguel, el orden no fue restablecido hasta que llegó el presidente Santiago González con más tropas de San Salvador. Estas tropas encontraron resistencia en los suburbios siendo muertos más de 50 personas en estos enfrentamientos. Después de que las fuerzas del gobierno aseguraron la ciudad, quince líderes de la revuelta fueron ejecutados, entre ellos estaba el que se le atribuía haber instigado la revuelta, el cura de San Miguel padre José Manuel Palacios. De acuerdo a la prensa más de sesenta participantes fueron ejecutados y trescientos arrestados en los siguientes días. Muchos migueleños se escondieron en las montañas y en el volcán de San Miguel, militares fueron ordenados a buscarlos y recobrar mercaderías robadas; mercancía robada fue encontrada hasta Chinameca y Jucuapa y 50,000 pesos en mercancías fueron recobradas, para finales de agosto se habían recobrado 100,000. Represión y arrestos por el gobierno siguieron en los siguientes meses en la región de San Miguel. El nuevo gobernador Miguel Brioso ordenó la formación de cuerpos cívicos para ayudar en recobrar propiedad robada. Más de 20 años después, en 1896, el gobernador reflexionó acerca de la respuesta el gobierno de la siguiente manera.

No cabe duda que aquel crimen fue inaudito, inmensamente espantoso. Pero el castigo fue desproporcionado, ciego, exterminador: fue una verdadera carnicería humana, un nuevo saqueo y un incendio al por mayor, ordenado y presidido por un iracundo e irreflexivo jefe. Culpables e inocentes, personas y propiedades, todo fue ilegal y escandalosamente destrozado; resultando más grave y más escandaloso el castigo que el crimen mismo, y produciendo lógicamente un esequilibrio social que el que existía antes del crimen político;
Gobernador P. J. Aguirre

Poco después de la insurrección, el presidente González emitió un decreto de amnistía que permitió a los participantes devolver mercancías y armas sin represalias. Seis mese después, el orden general había recobrado.
A esta insurrección se le considerará unos de los golpes más fuertes que contribuyeron al decaimiento que ya estaba sufriendo San Miguel por sus dificultades económicas. En los años siguientes, San Miguel y su región tendría que luchar para que vuelva a levantarse.

Centenares de familias, extranjeros útiles, comerciantes, agricultores; todo el mundo huyó de estos lugares, para no volver jamás...
Desde entonces también esta ciudad, dejó de figurar en todo sentido; herida de muerta, han sido necesarios veinte años de esfuerzos para que haya podido levantarse del lecho de Procusto y vuelva á acari ciar ensueños de esperanza.
Gobernador P. J. Aguirre (1896)

#### Postinsurrección
En el 14 de julio de 1875, parcialmente en consecuencia de la insurrección, el departamento volvió a dividirse en dos circunscripciones: San Miguel y Gotera (posteriormente conocida como Morazán). Este cambio administrativo también contribuyó al regreso a la normalidad.
En el 14 de junio de 1886, el gobierno de Francisco Menéndez, "en el deseo de fomentar la instrucción de la mujer en el departamento que en ese tiempo carecía de un colegio de señoritas," acordó el establecimiento de un Colegio de primera y segunda enseñanza en la casa que ocupaba la extinguida Universidad de Oriente.
Para 1890, según descripción del geógrafo Guillermo Dawson, San Miguel ya mostraba prosperidad. Mencionaba que sus calles eran «anchas, rectas y bien empedradas», entre las que sobresalía la de «La Paz»; con casas de construcción «sólida y elegante», mientras que sus paseos más frecuentados eran la Plaza de Armas y la Colina de la Cueva. La economía se basaba todavía en el añil, además de «cereales, la crianza de ganados mayor y de cerda y el comercio extranjero». Calculaba su población en 23 800 habitantes. 
Por otra parte, en la segunda mitad del siglo XIX, San Miguel entró en una fase de desarrollo con la instalación de los servicios de agua potable (1873), la línea telegráfica (1874), y el alumbrado público (1892). Además, en 1865 se construyó el primer mercado.

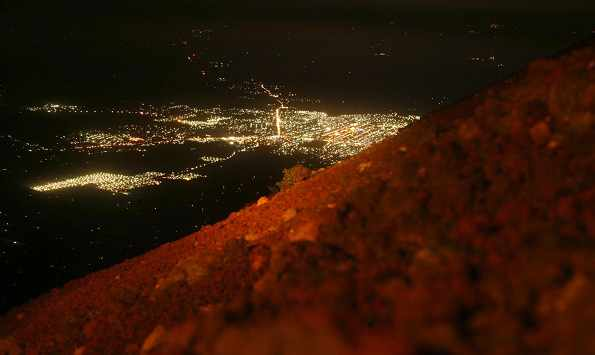
Vista nocturna de la ciudad desde el volcán de San Miguel.

### Época contemporánea
En el siglo XX, San Miguel continuó transformándose en una ciudad de importancia económica para la zona oriental. En 1912 se instaló la línea férrea que la conectaba con la ciudad de La Unión, y a partir de los años 1930 tuvieron un notable desarrollo la ganadería, y especialmente la agricultura con el cultivo del café y el algodón; así como la industria generada por el henequén, que desde 1918 se había convertido en un importante producto de exportación de El Salvador. De hecho, cobró auge con la Segunda Guerra Mundial, y sus plantaciones cubrían los costados de la carretera Panamericana que cruza la misma ciudad.
Por otra parte, a partir de los años 1950 la ciudad comenzó a experimentar cambios en el crecimiento poblacional con el desplazamiento de personas desde la zona rural; así como en el diseño arquitectónico de sus barrios y centro histórico, y la aparición de nuevas colonias en su periferia.
El estallido de la guerra civil de El Salvador, a principios de la década de los años 1980, derivó en profundos cambios en la sociedad migueleña. La migración a la ciudad desde las localidades golpeadas por el conflicto generó un crecimiento sin control de la urbe; y en contraparte, los pobladores del departamento de San Miguel, así como los otros departamentos de la zona oriental, fueron los que en mayor número partieron fuera del país hacia nuevos destinos, principalmente a los Estados Unidos. Dicha zona sufrió un daño general en infraestructura y cultivos.

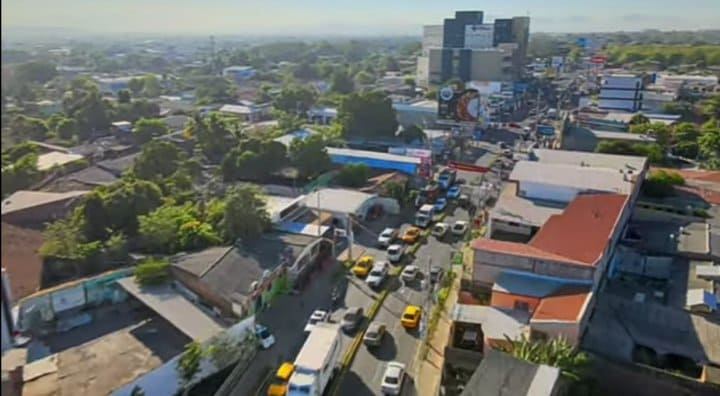
Avenida Roosevelt Norte.

Con la finalización del conflicto y la implantación de un modelo neoliberal en el país, y siendo San Miguel una de las urbes más importantes, empezaron a establecerse empresas transnacionales con el consecuente auge del consumo, esto originó un proceso de urbanización desordenado que incrementó la población de la ciudad. La circulación del dólar estadounidense a partir del año 2001, también ha llamado la atención de los pobladores de los países vecinos de Honduras y Nicaragua que se han trasladado al oriente salvadoreño. Todos estos fenómenos han provocado nuevos retos para la ciudad, debido al incremento de zonas marginales, altos índices delincuenciales, y la escasez de empleo con los consecuentes problemas sociales.

## Geografía humana

### Organización territorial

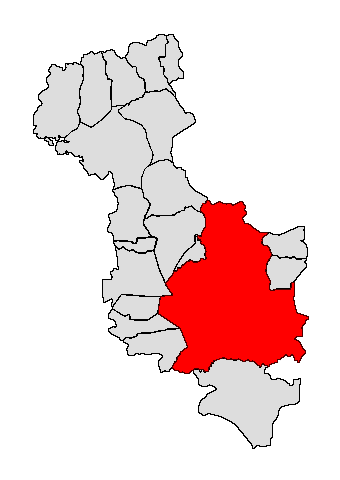

San Miguel está conformado por 32 cantones: Altomiro; Anchico; Cerro Bonito; Concepción Corozal; El Havillal; El Jute; El Niño; El Papalón; El Progreso; El Sitio; El Tecomatal; El Volcán; El Zamorán; Hato Nuevo; Jalacatal; La Canoa; La Puerta; La Trinidad; Las Delicias; Las Lomitas; Miraflores; Monte Grande; San Andrés; San Antonio Chávez; San Antonio Silva; San Carlos; San Jacinto; Santa Inés; El Amate; El Brazo; El Delirio; y El Divisadero.

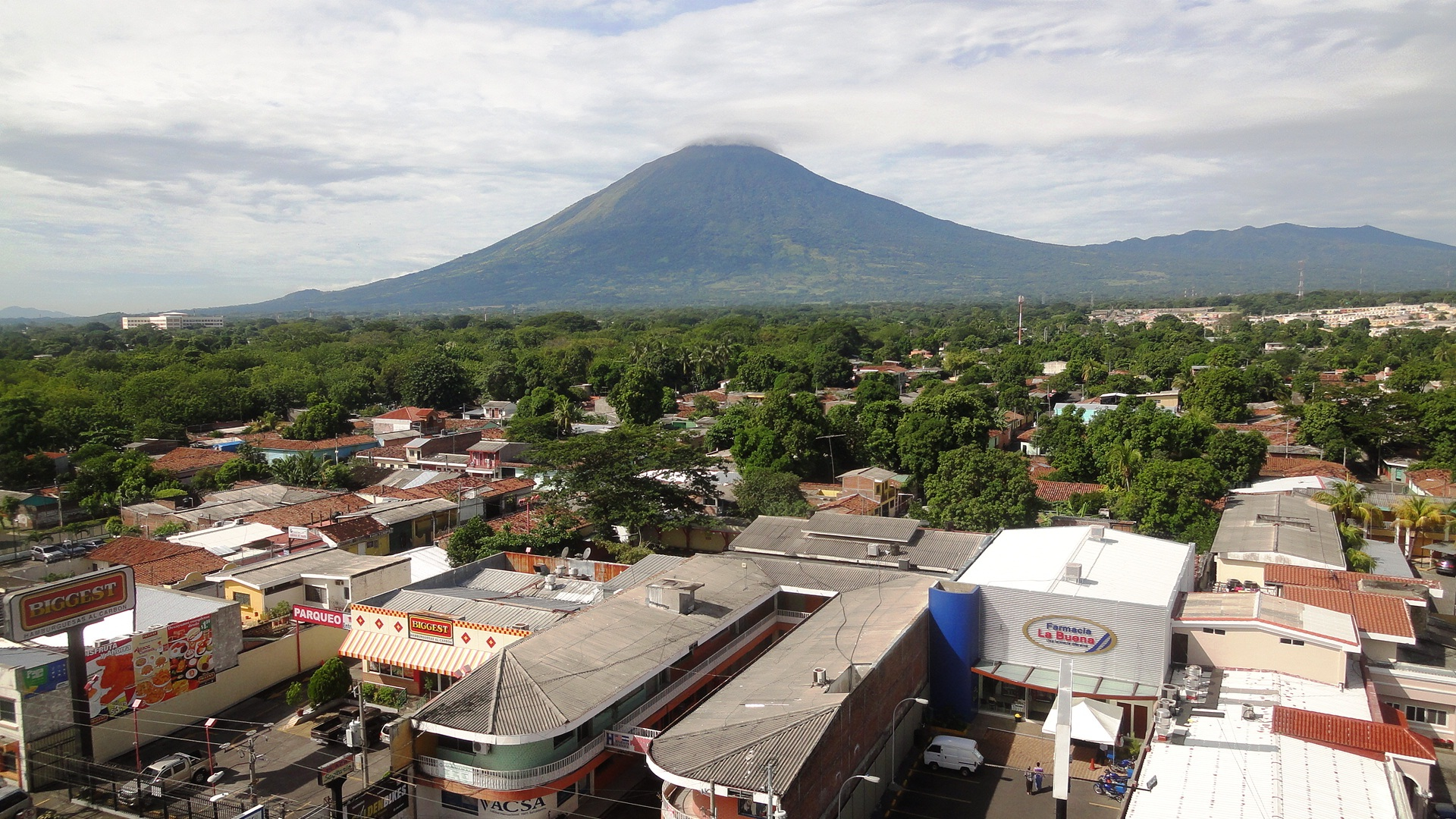
La ciudad y el volcán de San Miguel en segundo plano.

### Economía

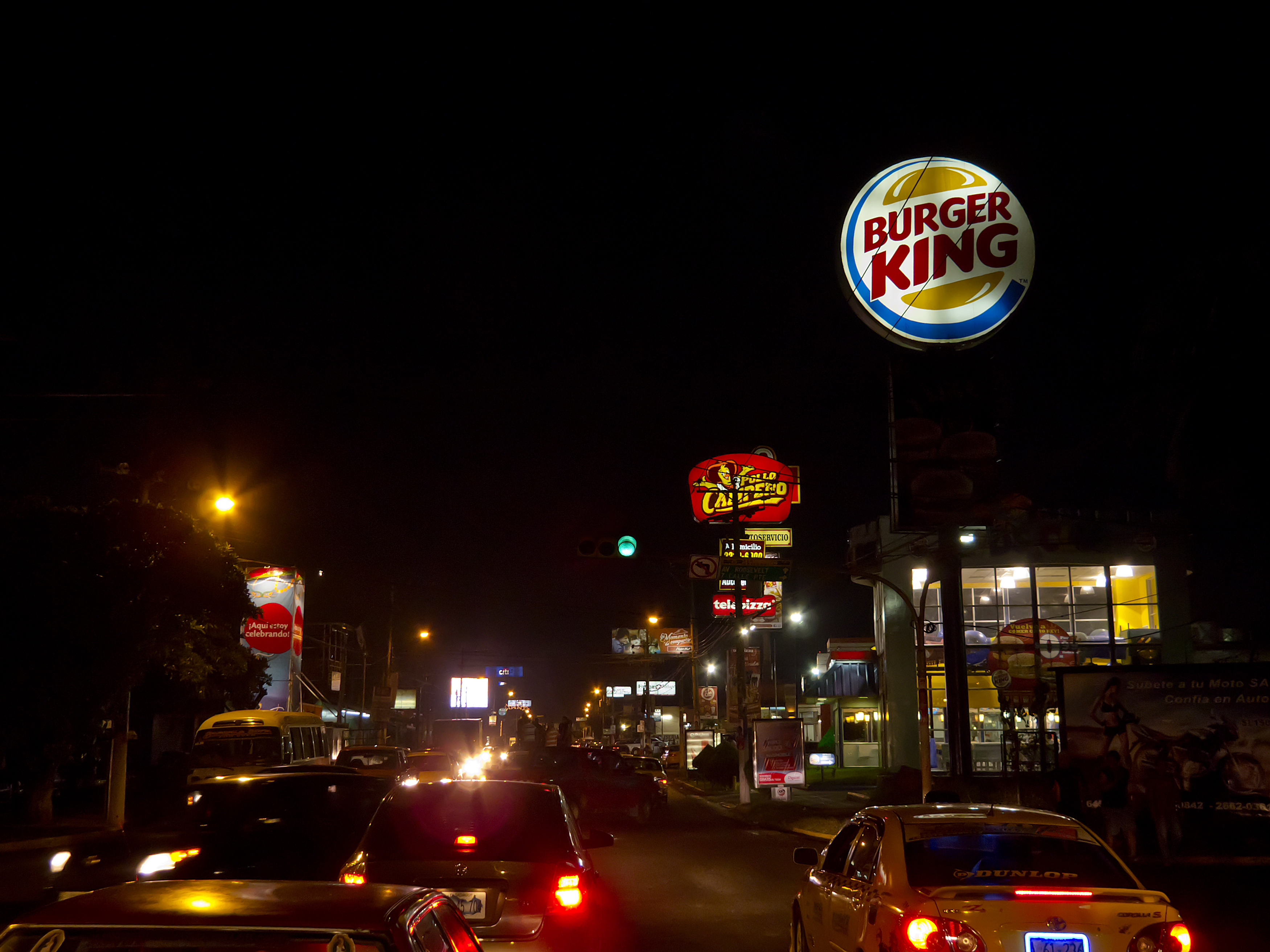
La avenida Roosevelt en San Miguel.

La ciudad ha sido un importante centro de las industrias agrícola, textil y química de El Salvador. Desde principios del siglo XXI, el sector de los servicios, especialmente la sanidad y el comercio, ha aumentado considerablemente, lo que ha dado lugar a importantes inversiones privadas en hospitales y centros comerciales dentro de la ciudad. Esto suele atribuirse en parte a la gran afluencia de remesas (al menos el 35% del total, lo que representa alrededor del 18% del PIB nacional) que los salvadoreños que viven en el extranjero envían a sus familias en la zona oriental del país.
El envío de remesas desde los Estados Unidos, ha provocado un importante desarrollo en la actividad económica en la zona oriental del país, y principalmente en la ciudad de San Miguel, como el principal centro urbano de dicha región. Entre los sectores más beneficiados se encuentran el comercio y la construcción, pero también ha existido el aumento de obras de beneficio social. En contraste, la inyección de dinero ha provocado cierto abandono de trabajos no calificados como los servicios domésticos, y aun de mano de obra barata.
Otro sector que ha evolucionado a lo largo de los años, es la aparición de franquicias nacionales e internacionales como KFC, Wendy's, Pizza Hut, McDonald's, Walmart de México y Centroamérica, Cinemark, Domino's Pizza, Almacenes Siman, Pollo Campero, Papa John's, Super Selectos, Burger King, The Coffee Cup, Buffalo Wings, RadioShack, La Curacao, Llaollao, Subway, Banco Agrícola, Little Caesars, Megapaca, Quiznos, BAC Credomatic, Davivienda, Claro, Payless, TV Offer, Chinawok, Freund, Pollo Campestre, Grupo Lorena, Farmacias Brasil, Dollar City, Emma Donuts, entre otros. Los centros comerciales más populares de la ciudad son Metrocentro, Centro Comercial El Encuentro, Garden Mall, La Plaza (ex Goldtree), Plaza de Oriente (ex Tapalchuteca), Plaza Chaparrastique, Mi Plaza, entre otros.
Se espera que los ingresos y la riqueza de la mitad oriental del país aumenten a raíz de los nuevos puestos de trabajo y las empresas asociadas al desarrollo del Puerto La Unión, que empezó a funcionar en 2012.

## Demografía
San Miguel es el tercer distrito más poblado del país con un estimado de 232 887 habitantes en el año 2024. Esto le da una densidad de 392.08 habitantes por  kilómetro cuadrado.
Características de la población
De la población total del distrito, el 82.2 % es población urbana, dando un total de 191,498 viviendo en el área urbana y 17.8 % es población rural, un total de 41,389 viviendo en la zonas rurales del distrito.
Sexo
Según sexo, el 54.51 % de la población son mujeres, un total de 126,955. Mientras que el 45.49 % son hombres, un total de 105,932.
Etnia
El censo salvadoreño de 2024 encontró que el 1.08% de la población, o un total de 2,522 personas en el distrito de San Miguel se identifican como indígena. De estos, 1,279 se identifican como Lencas, 464 náhuat, 251 no sabe o no responde, 189 kakawira, 157 pertenecen a otros grupos indígenas, 127 chortí, 42 pocomames, 8 xinca y 5 mixe.
Además, el censo salvadoreño de 2024 contó a 1,045 personas en el distrito que se identifican como afrosalvadoreños. Representando el 0.45% de la población total.
Migración
En el distrito hay un total de 3,419 personas nacidas en el extranjero, es decir, son migrantes, representando el 1.47% de la población del distrito. 
Mientras que 6,493 personas que vivían en el distrito en mayo de 2019, se habían mudado a otro distrito cuando el censo se realizó. De estos, 400 se habrían mudado a San Salvador, 370 a Moncagua, 342 a Quelepa y 191 a Santa Tecla. Mientras el resto, a distintos distritos por todo el país.
Por otro lado, un total de 31,824 personas reportaron haber nacido en el distrito de San Miguel, pero que actualmente habrían migrado a otro distrito. 3,378 habrían migrado a San Salvador, 1,569 a Soyapango, 1,516 a Santa Tecla, 1,281 a Mejicanos y 1,009 a Moncagua. El resto a distintos distritos por todo el país.
Un total de 9,752 personas del distrito de San Miguel habrían migrado en los últimos 10 años hacia el extranjero, principalmente jóvenes entre 20 y 29 años. De estos, 9,129 habrían migrado a Estados Unidos, 190 a otros países no especificados, 174 a España, 87 a México y 57 a Canadá. Además, un 40.6% de los hogares del distrito, un total de 28,256 reportaron haber recibido remesas en los últimos 12 meses.
Idiomas y Educación
El idioma hablado en el distrito es el español. Sin embargo, 16,842 habitantes o el 7.23% de la población del distrito, habla un segundo idioma. De estos, 16,458 personas hablan inglés como segundo idioma, 498 hablan francés, 338 otro idioma, 134 italiano, 97 español (extranjeros que hablan español como segundo idioma), 91 lenguaje salvadoreño de señas (LESSA), 15 Náhuat y 1 Potón.
En lo que se refiere a la alfabetización, un total de 17,752 son analfabetos, es decir, no saben leer ni escribir. el 8.85% de la población de 10 años o mayor del distrito. Por lo que el 91.15% de la población sí sabe leer y escribir. Se muestra además una gran disparidad entre hombres y mujeres, ya que 11,142 mujeres no saben leer o escribir, mientras que bajo esa misma categoría se encuentran 6,610 hombres.
El grado de escolaridad promedio, es decir, el número de años que en promedio, la población de 10 años o más ha aprobado en el sistema educativo, en el distrito de San Miguel es de 8.7 años. Esto es mayor que el promedio del departamento de San Miguel que se encuentra en 7.7 años, y mayor que el promedio nacional de 8.0 años.
Además, la población de 3 años o más tiene los siguientes niveles de educación, basado en el último nivel educativo aprobado: el 0.6% de la población del distrito tiene un posgrado, 13.0% tiene educación superior universitaria, 1.5% tiene educación técnica universitaria, 0.8% educación técnica, 24.5% bachillerato, 16.2% séptimo a noveno grado, 26.9% primero a sexto grado, 0.5% educación especial, 3.4% educación parvularia, 1.4% educación inicial y 11.1% ninguna.
Crecimiento poblacional
| Censo | Población | Cambio | Porcentaje |
| ----- | --------- | ------ | ---------- |
| 2007  | 218 410   | N/D    | N/D        |
| 2024  | 232 887   | 14 477 | 6.6%       |

## Política

### Gobierno municipal
El distrito de San Miguel es gobernado por el alcalde Alex Torres. El distrito de San Miguel ahora pertenece al municipio de San Miguel Centro. En la estructura organizativa destacan el Cuerpo de Agentes Metropolitanos, la Gerencia Financiera, la Gerencia de Servicios Ciudadanos, la Gerencia de Participación Ciudadana y la Gerencia Administrativa. Dentro de sus dependencias existe el Comité de Festejos para el desarrollo de las fiestas patronales. Por otra parte, el concejo municipal tiene a su cargo la entrega de la «Medalla al Mérito Capitán de Lanceros Luis de Moscoso» a personalidades de la ciudad que han sobresalido como ciudadanos ejemplares o por sus logros en diversas áreas como el arte, la educación, la cultura, los deportes y la literatura, así como clubes e instituciones de servicio que funcionan en San Miguel. El reconocimiento tiene lugar cada mes de mayo en ocasión del aniversario de fundación de la localidad, en el parque Eufrasio Guzmán.
El actual alcalde, Alex Torres, pertenece al Partido Demócrata Cristiano y gobernará en el período 2024-2027. Ganó la alcaldía con más del 73% del voto en San Miguel Centro, aunque en el distrito de San Miguel obtuvo más del 77% de los votos. Derrotó al exalcalde Will Salgado que gobernó el distrito por 18 años. Primeramente entre los años 2000-2015, y luego entre 2021-2024. Sin embargo, a pesar de haber gobernado el distrito por tantos años, en su último período Salgado sufrió de una gran impopularidad entre los habitantes de San Miguel. Por esto perdió las elecciones con una enorme diferencia entre el ganador, Torres y él, Salgado. Salgado obtuvo un poco más del 16% de los votos en 2024. Solo 3 años antes, Salgado ganó el distrito con más del 51% de votos.

### Alcaldes de San Miguel desde 1994
Desde 1994, las siguientes personas fueron alcaldes de San Miguel:
| Nombre          | Período   | Partido                                                       |
| --------------- | --------- | ------------------------------------------------------------- |
| Martín Zaldívar | 1994-2000 | ARENA                                                         |
| Will Salgado    | 2000-2015 | PDC (2000), ARENA (2003), PCN (2006), PDC (2009), GANA (2012) |
| Miguel Pereira  | 2015-2021 | FMLN (2015), FMLN-CD (2018)                                   |
| Will Salgado    | 2021-2024 | GANA-N (2021)                                                 |
| Alex Torres     | 2024-2027 | PDC (2024)                                                    |

### Resultados municipales
|  | 43.62 % |

|  | 22.82 % |

|  | 35.18 % |

|  | 33.32 % |

|  | 30.07 % |

|  | 28.90 % |

|  | 37.64 % |

|  | 28.33 % |

|  | 60.27 % |

|  | 18.84 % |

|  | 53.00 % |

|  | 33.23 % |

|  | 47.51 % |

|  | 32.67 % |

|  | 46.12 % |

|  | 45.28 % |

|  | 41.09 % |

|  | 38.67 % |

|  | 51.61 % |

|  | 36.00 % |

|  | 77.23 % |

|  | 16.79 % |

### Resultados presidenciales
|  | 49.90 % |

|  | 21.79 % |

|  | 73.48 % |

|  | 26.52 % |

|  | 49.34 % |

|  | 31.51 % |

|  | 55.27 % |

|  | 38.09 % |

|  | 62.56 % |

|  | 37.44 % |

|  | 59.86 % |

|  | 27.18 % |

|  | 60.23 % |

|  | 39.77 % |

|  | 62.18 % |

|  | 20.86 % |

|  | 85.61 % |

|  | 6.93 % |

## Educación
Hay muchos centros educativos dentro del distrito, entre oficiales y privados, incluyendo algunas de las escuelas más antiguas del país. Según los datos del Ministerio de Educación, el distrito de San Miguel cuenta con 130 centros educativos oficiales, 84 de ellos están ubicados en la zona rural y 46 en la zona urbana; en cuanto a los centro educativos privados funcionan 45 en total, 5 de ellos son administrados por la CECE las cuales son subvencionadas por el estado;  44 de estos centros educativos privados se encuentran ubicados en la zona urbana y tan solo uno en la zona rural, siendo a su vez el único centro educativo con calendario internacional de estudio en toda la zona oriental.
Destaca como colegio privado el Instituto Católico de Oriente.
En lo referente a educación superior, el distrito cuenta con 6 centros educativos:
- Universidad de El Salvador (UES) o Facultad Multidisciplinaria Oriental.
- Universidad de Oriente (UNIVO).
- Universidad Gerardo Barrios (UGB)
- Universidad Dr. Andrés Bello (UNAB).
- Universidad Modular Abierta (UMA).
- Escuela Especializada en Ingeniería ITCA-FEPADE.

## Salud
El distrito de San Miguel dispone de diez unidades de salud y un hospital regional: el San Juan de Dios.´
El hospital San Juan de Dios se fundó el 11 de abril de 1824 por Juan de Dios Pérez junto a otras personalidades, entre ellas Juan Camayuno. Se encontraba en el centro de la ciudad y era conocido como Hospital Migueleño. El primer director fue el general Joaquín Eufrasio Guzmán quien fue nombrado el 18 de noviembre de 1853, ya que antes de esa fecha había sido dirigido por una Junta de la Caridad. Para 1854 el hospital se trasladó afuera de la ciudad por cuestiones de salubridad.
Para los años 1953 y 1954 se incorporaron las primeras enfermeras. Desde 1978 inició la creación de los diversos departamentos de la institución, y en 1985 el hospital se trasladó a la colonia Ciudad Jardín. Sufrió graves daños por los terremotos del 2001, y su reconstrucción inició el 2004.
La ciudad cuenta con 8 hospitales entre públicos y privados, siendo estos:
- Hospital Nacional Regional San Juan de Dios de San Miguel (público)
- Hospital Regional ISSS (público)
- Hospital Militar Regional (público)
- Hospital San Francisco (privado)
- Hospital de Especialidades Nuestra Señora de la Paz (privado)
- Hospital Josefino Vilaseca (privado)
- Hospital San Gabriel (privado)
- Centro Médico de Oriente (privado)

## Cultura y sociedad

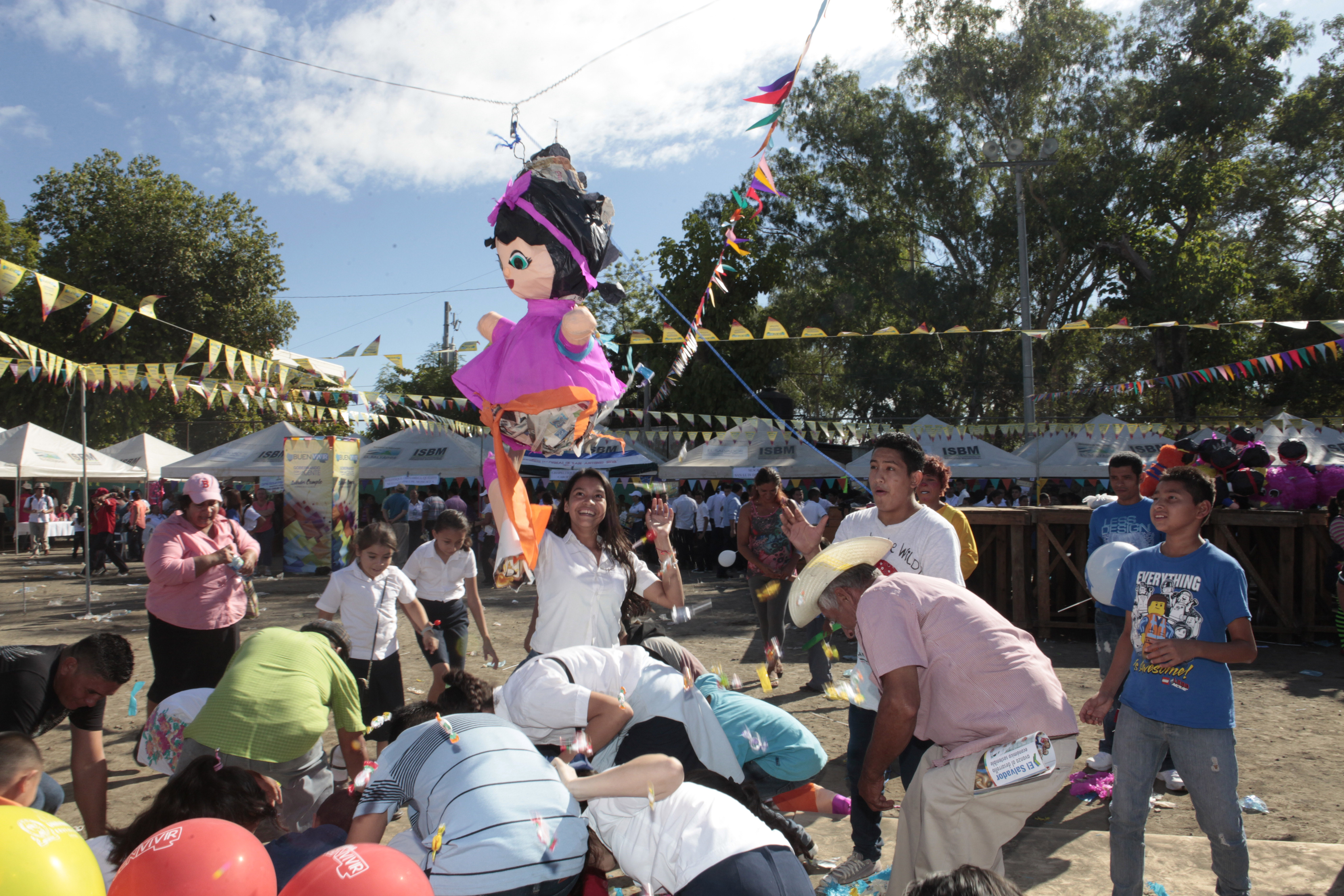
Niños en el Festival para el Buen Vivir y Gobernando con la Gente -San Miguel.

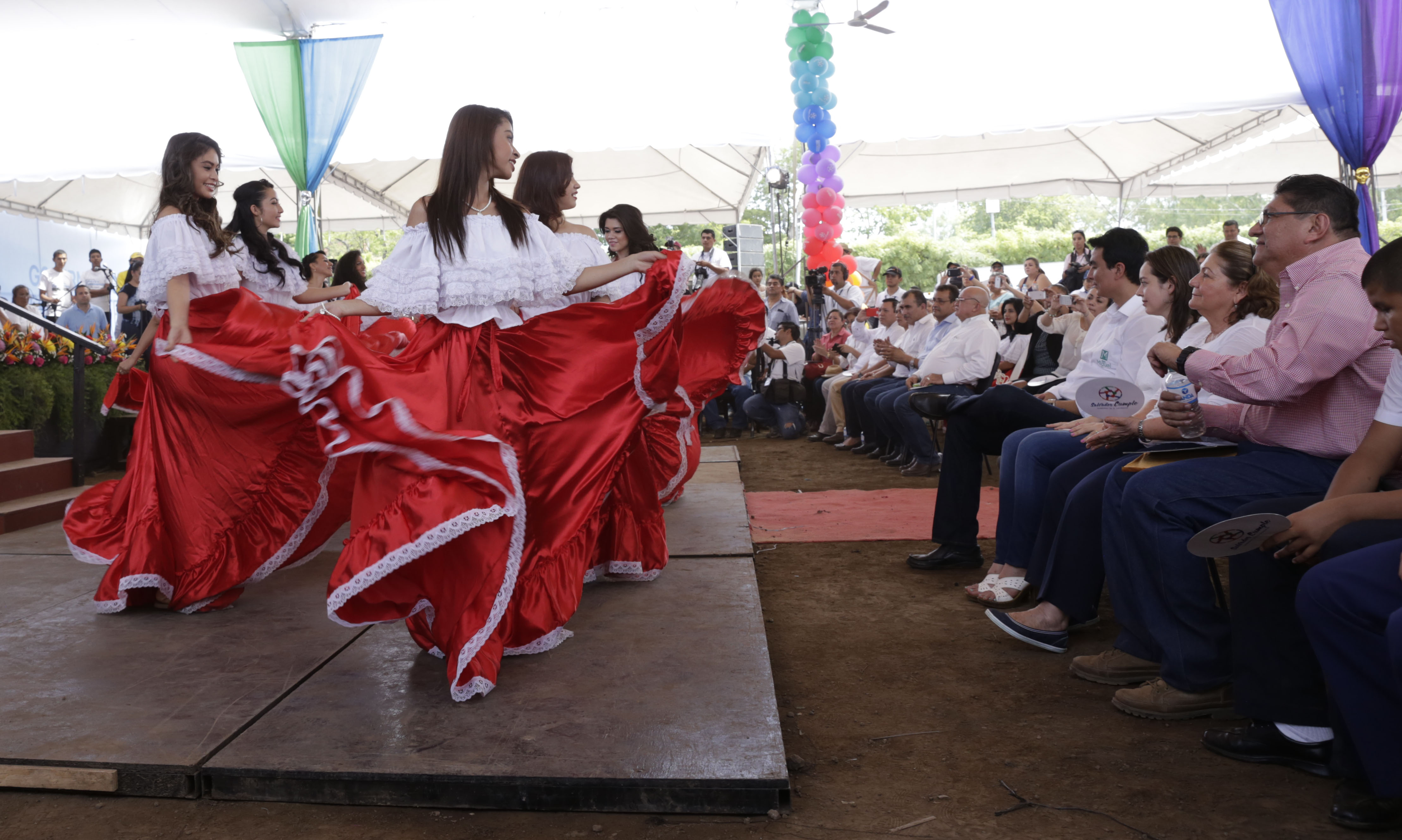
Bailes tradicionales salvadoreños

En noviembre, San Miguel celebra sus fiestas patronales en honor a "Nuestra Señora de La Paz", siendo el Carnaval de San Miguel el evento final y principal que tiene lugar el último sábado del mes. Con una asistencia estimada de 1.000.000 de personas en su 50.º aniversario (según informan los medios de comunicación locales), por lo cual es considerado el mayor evento de entretenimiento, música y gastronomía de El Salvador y uno de los más grandes de Centroamérica. Los inicios del Carnaval propiamente dicho datan del año 1959. Actualmente, esta tradición sigue siendo el reflejo del crecimiento de la ciudad y uno de los motores de su economía.
San Miguel es famosa por su vida nocturna a lo largo de la avenida Roosevelt, la vía principal que parte la ciudad por la mitad. Una de esas mitades incluye lugares de interés histórico como la Catedral de "Nuestra Señora de La Paz" (1862), el Parque Guzmán, el Teatro Francisco Gavidia (1909) y el Palacio Municipal (1935). La otra mitad, el San Miguel moderno, incluye nuevos barrios llamados "colonias".
Entre los personajes famosos nacidos en San Miguel figuran el capitán general Gerardo Barrios, el escritor Francisco Gavidia, el  general y poeta Juan José Cañas, el médico e investigador David Joaquín Guzmán y el escritor Manlio Argueta. La ciudad está flanqueada por el Volcán Chaparrastique (2.129 metros), quizá la imagen más icónica de San Miguel. 

### Patrimonio

#### Patrimonio histórico

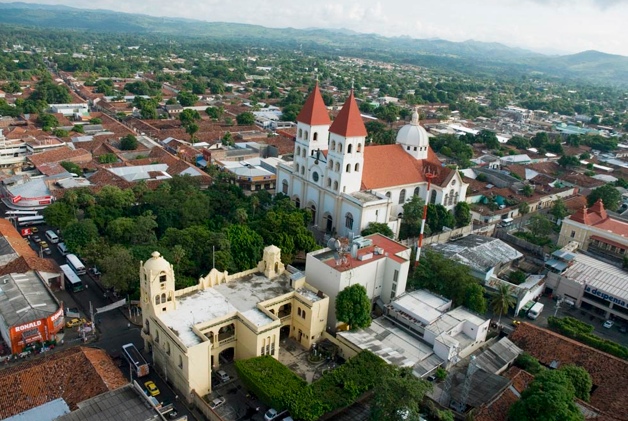
Centro histórico de San Miguel

Basílica de San Miguel de La Frontera

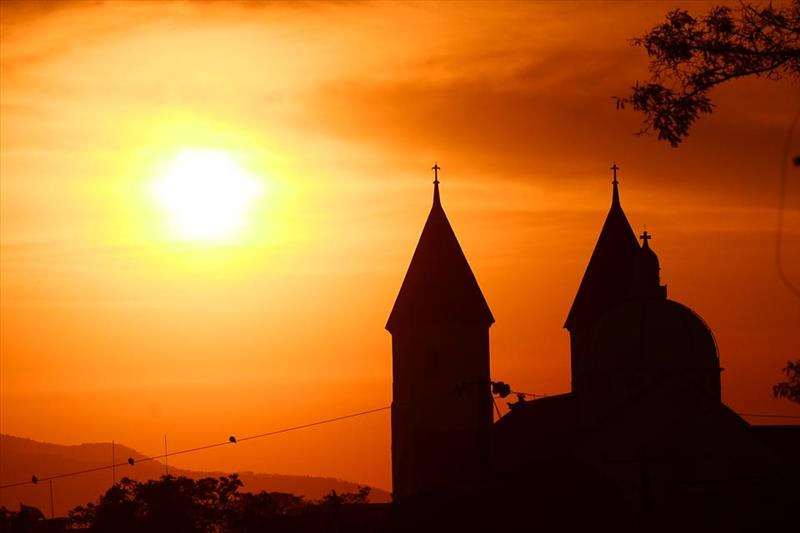
Atardecer Catedral basílica Reina de la Paz de San Miguel, El Salvador

La construcción de la Catedral de San Miguel, o Catedral Basílica Santuario Nuestra Señora de la Paz, inició el año 1862 y culminó cien años después. En su interior se encuentra la imagen de Nuestra Señora de la Paz, patrona de la ciudad. Es la estructura más representativa de la urbe y tiene un estilo arquitectónico ecléctico. Su rasgo más distintivo son los dos campanarios que tienen una altura de 57 metros.
Iglesia El Rosario
La iglesia de la parroquia El Rosario, también conocida como Santo Domingo, se erigió como una capilla a finales del siglo XVIII bajo el cuidado de los padres dominicos. Se dice que resguarda los documentos más antiguos de San Miguel; además contiene los restos mortales de religiosos y de otros ciudadanos los cuales cubren el periodo de 1857 a 1901.
Iglesia El Señor del Calvario
La iglesia de la parroquia El Señor del Calvario se encuentra en el sitio donde estuvo una pequeña capilla del mismo nombre. La actual construcción inició en 1921 y terminó en 1952, con diseño del entonces obispo de San Miguel Juan Antonio Dueñas y Argumedo. Consiste de tres naves con altar de mármol y piedra, y además destacan su domo y las cúpulas doradas de estilo bizantino.
Capilla de la Medalla Milagrosa

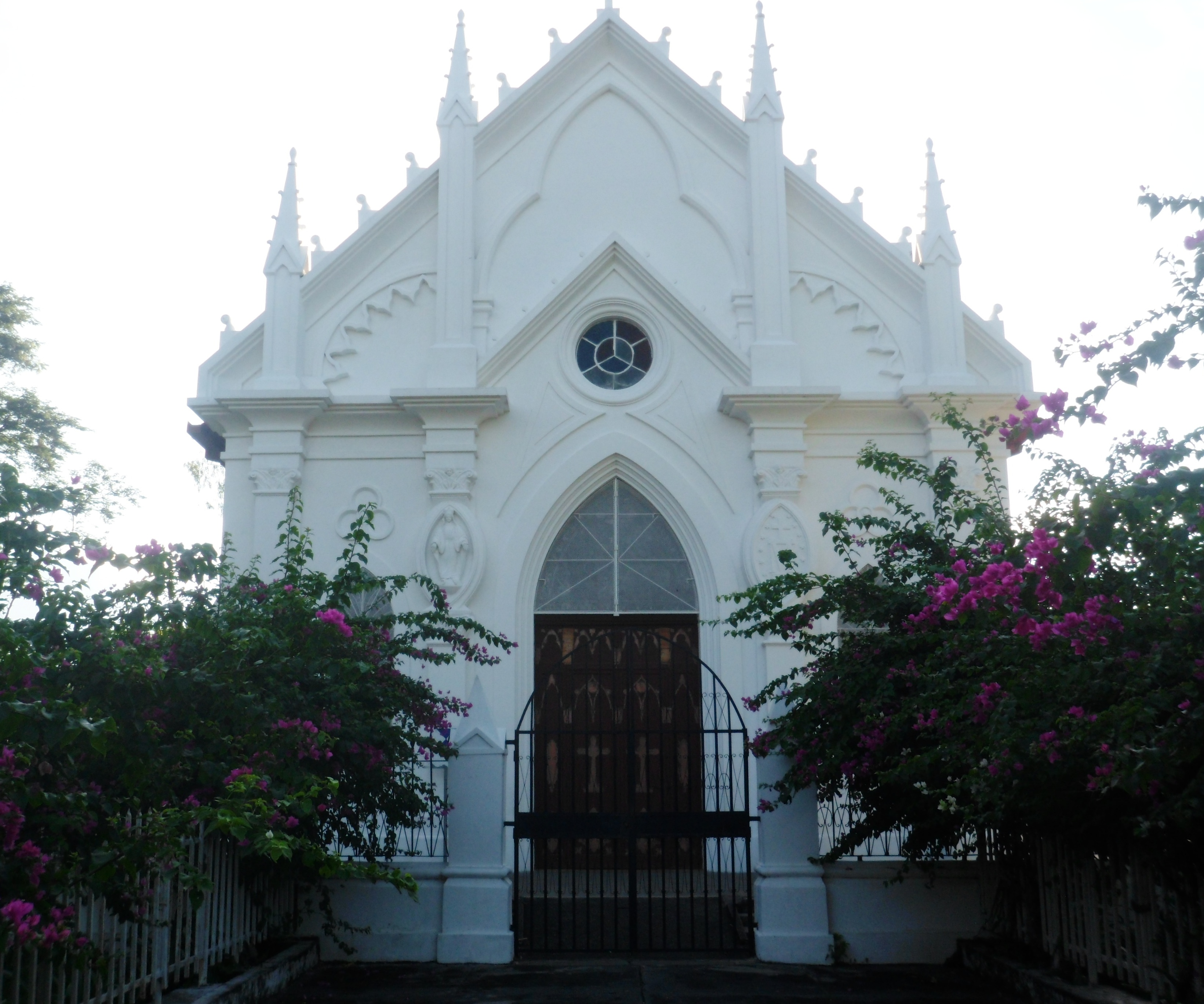
Capilla de la Medalla Milagrosa.

Las Hermanas de la caridad llegaron a San Miguel para trabajar en el hospital de la ciudad, a principios del siglo XX. Una de las religiosas era sor María Morín, quien tomó la iniciativa de construir una capilla para asistir a los visitantes de ese centro de salud. Fue así que en 1904 se inició el levantamiento del edificio cuyos planos fueron realizados por el coronel Ascensión Azucena, y en 1914 la capilla fue bendecida por  Monseñor Juan Antonio Dueñas y Argumedo quien acababa de tomar posesión de la diócesis de San Miguel. Pese a la mudanza del hospital en 1985, la estructura aún se encuentra en el lugar. La capilla es de estilo gótico, y destacan sus vitrales elaborados en Francia en 1913.
Parque Eufrasio Guzmán
Se encuentra ubicado al frente de la catedral, y fue bautizado en honor del militar salvadoreño Joaquín Eufrasio Guzmán (1801-1875), quien fue padre del autor de la Oración a la Bandera Salvadoreña, David J. Guzmán, y fungió como presidente de la república en dos periodos. En este lugar se encuentra una imagen del Arcángel Miguel que fue instalada el 15 de septiembre de 1874, para celebrar la introducción del agua potable a la ciudad. Se estima que el espacio que ocupa el parque ya existía como una plazuela a finales del siglo XVII.
El «parque Guzmán», como se le conoce popularmente, fue reinaugurado en el 2012 tras pasar varios años ocupado por el comercio informal. Se distingue, además de la emblemática figura del Arcángel Miguel y el busto de Alberto Masferrer, por siete murales que contienen lo más representativo de la historia de San Miguel, como un jaguar de piedra, las lagunas migueleñas, el volcán Chaparrastique o la leyenda de la Virgen de la Paz; aparte de un quiosco, áreas verdes, y explanada.
Parque Rosales
En este parque se encuentra el monumento en honor al doctor Antonio Rosales quien fundó en San Miguel el primer colegio denominado «Santo Domingo», en 1865. Se estima que se construyó a inicios del siglo XX.
Plaza del Obelisco
En conmemoración del 400 aniversario de la ciudad, el 8 de mayo de 1930 se erigió un obelisco con la asistencia del presidente de la república, Pío Romero Bosque. Ese mismo día se enterró una cápsula o recipiente de metal en forma de bala de cañón, que contiene papel moneda y billetes de diferentes denominaciones, el acta de la celebración del cuarto centenario, y periódicos y revistas de la época, todo con el objetivo que se abriera cien años después. La estructura tiene 20 m de altura y en su frente resalta el Escudo de El Salvador. Se encuentra situada al costado sur del parque Rosales y se dice que el verdadero nombre del lugar es «Plaza Capitán Luis de Moscoso».
Parque del Cementerio
Se encuentra ubicado al costado oriente del cementerio de la ciudad, y es conocido también como «Parque Municipal El Niño». El día 26 de septiembre de 2014 fue declarado como «conjunto histórico», tanto el parque y la plazuela contigua a este, así como los primeros cuatro cuadrantes y el pasaje C del cementerio municipal, gracias a una iniciativa ciudadana denominada «Migueleños en Acción». Resalta en el lugar una estatua de Nuestra Señora De La Paz.
Teatro Nacional Francisco Gavidia

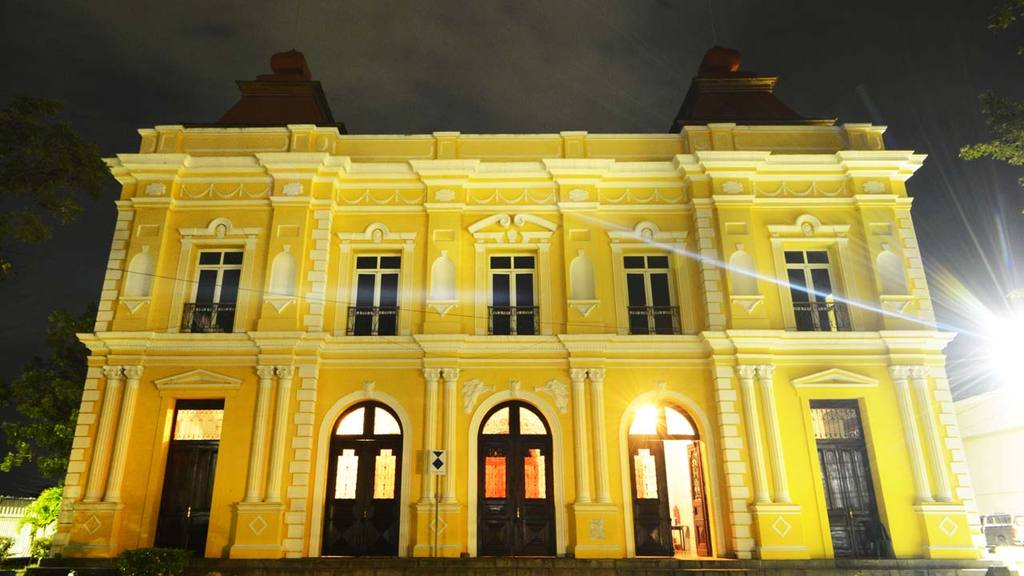
Teatro Francisco Gavidia En San Miguel

Por medio de decreto ejecutivo del año 1901, la Junta de Fomento de San Miguel dispuso la necesidad de erigir obras en favor del embellecimiento de la ciudad. Fue así que inició el levantamiento de un teatro cuyo diseño estuvo a cargo de Marcos Letona. La obra inició el 1 de enero de 1903 y terminó el 31 de diciembre de 1909. Su estilo es neoclásico griego y en 1939 recibió el nombre del humanista Francisco Gavidia. Tras servir para una variedad de eventos culturales, el edificio cayó en abandono desde 1961. Ha sido sometido a remodelaciones desde 1988, y en 1991 fue declarado Monumento Nacional.
Museo Regional de Oriente
En el año 1994 se fundó este museo ubicado en el edificio de una antigua fábrica de textiles. Pese a que sufrió daños por los terremotos del 2001, abrió sus puertas nuevamente en el 2007. Tiene cinco salas de exhibición en la que destacan objetos del área arqueológica de Quelepa, objetos comerciales de la empresa Charlaix que funcionó entre los años 1940 y 1980, la historia del henequén en la vida de la ciudad y los vestidos utilizados por Nuestra Señora De La Paz.
Casino de San Miguel
Se le considera el «primer centro social de la república», ya que se fundó el 26 de marzo de 1868 por iniciativa de los señores Aureliano Matheu y Samuel Collinge. Tres días después se instaló la primera junta directiva. Junto a la Sociedad de Empleados de Comercio y el Club Águila, el casino migueleño albergaba los bailes de la élite local en las fiestas de noviembre, hasta que los festejos se expandieron a toda la población desde 1959. El centro se mantiene como importante punto de eventos culturales y sociales.

### Patrimonio cultural inmaterial

#### Fiestas Patronales de la República de El Salvador
De acuerdo a la tradición popular, en el año 1682 unos mercaderes encontraron tirada en la playa de la costa del Pacífico salvadoreño una caja de madera sellada, la cual decidieron transportar a San Miguel encima de un burro. Al llegar a la población, y frente a la iglesia parroquial y en plena plaza pública, el animal se negó a continuar, por lo que los pobladores decidieron abrir la caja en la que  descubrieron la imagen de la Virgen María con un niño en brazos. Era el 21 de noviembre. Se dice que el precioso descubrimiento provocó que las riñas en la localidad se detuvieran, y desde entonces la imagen ostentó el título de «Nuestra Señora de la Paz», en cuyo nombre se realizaría una feria local.   
Precisamente, en el informe del intentende Gutiérrez y Ulloa de 1807 se mencionaban las festividades de San Miguel:

« Se celebran dos ferias con títulos de la Paz y Ceniza, abiertas en sus respectivos días, sin otras dos pequeñas en el Domingo de Ramos y el día de la Aparición de San Miguel, sin objetos determinados. En la primera de aquéllas, se arregla el giro de añiles y pacto de habilitaciones sucesivas para su cultivo y beneficio, además de las compras y ventas de diversos efectos que intervienen entre los concurrentes de todo el Reino (de Guatemala). Y en la segunda, sólo se cruzan los demás frutos con algunos tejidos y manufacturas de dentro y fuera del Reino, interesándose bastante en el tráfico de ganados caballar y vacuno con sus esquilmos, a que concurren de las provincias de Comayagua, Segovia, Granada, León y Nicaragua».

Al final del mismo siglo, el geógrafo Guillermo Dawson resaltaba la importancia de la feria de La Paz, celebrada el 21 de noviembre de cada año; pues era:

«...de gran nombradía, no sólo en las repúblicas centroamericanas, sino también en varios Estados de la América Meridional, de algunos de cuyos puertos se fletan embarcaciones cargadas de artefactos para expenderlos en aquella ciudad. Los principales artículos de transacción son el añil, mercaderías extranjeras, ganado, quesos, etc.»

Asimismo, consignaba otras «de menor importancia», como lo eran «las de Ceniza, Ramos y 8 de mayo».
Para el siglo XX, la festividad del 8 de mayo tenía un carácter cívico, ya que era la fecha en que se suponía había sido fundada la ciudad. Sin embargo, en 1939 el concejo municipal dispuso que las fiestas titulares se celebrasen el 21 de noviembre de forma definitiva; esta decisión pudo haber sido motivada por las lluvias que impedían el buen desarrollo de aquella celebración en el mes de mayo.
En sus inicios, la fiesta religiosa del 21 de noviembre consistía de procesiones organizadas por los barrios de la localidad, que terminaban en el parque Guzmán y culminaban con la coronación de la Virgen María. Duraban una semana. Con el paso de los años se fue agregando la participación de los diferentes gremios y asociaciones de San Miguel, y fue así como surgieron los bailes de gala a los que un selecto grupo de habitantes tenía entrada.
Esta situación cambió con la administración del gobernador político de San Miguel, don Miguel Charlaix. En 1958, el funcionario dispuso la organización de un carnaval popular abierto a todo público, sin distinción de estratos sociales. Para alcanzar ese fin, contrató a cinco de las mejores orquestas nacionales y del área centroamericana que se instalaron en las principales calles de la ciudad, una vez concluía el desfile de carrozas. Este fue el inicio del  Carnaval de San Miguel, la fiesta popular más importante de El Salvador.
En la época contemporánea, las fiestas patronales se extienden durante el mes de noviembre de cada año. Inicia con el Desfile de Correo, y se desarrollan «carnavalitos» en colonias y barrios de San Miguel. Además tienen lugar eventos deportivos, la feria ganadera y la coronación de la reina del carnaval; así como la tradicional procesión y misa en honor de la Virgen de La Paz el 21 de noviembre. El último sábado del mes, las fiestas patronales culminan con el Carnaval.

#### Procesiones de Nuestra Señora De La Paz
Cada 21 de noviembre se realiza una procesión en honor a la Virgen de la Paz que parte desde el caserío La Cruz, cantón El Volcán, en las faldas del volcán de San Miguel hacia la catedral de la ciudad. Suele acompañarse por niños vestidos como indígenas, quienes portan canastos con flores. Posteriormente, otras procesiones se desarrollan cada viernes y son la antesala a las fiestas patronales del mes de noviembre. Todas son conocidas como «bajadas» o también «entradas». El origen de esta tradición se remonta a 1787 cuando hizo erupción el volcán, y ante la amenaza del avance de la lava, los pobladores de San Miguel decidieron llevar la imagen de la virgen desde la iglesia de San Francisco para que por su intercesión detuviera su marcha. Dicho milagro se hizo realidad un 21 de septiembre. 

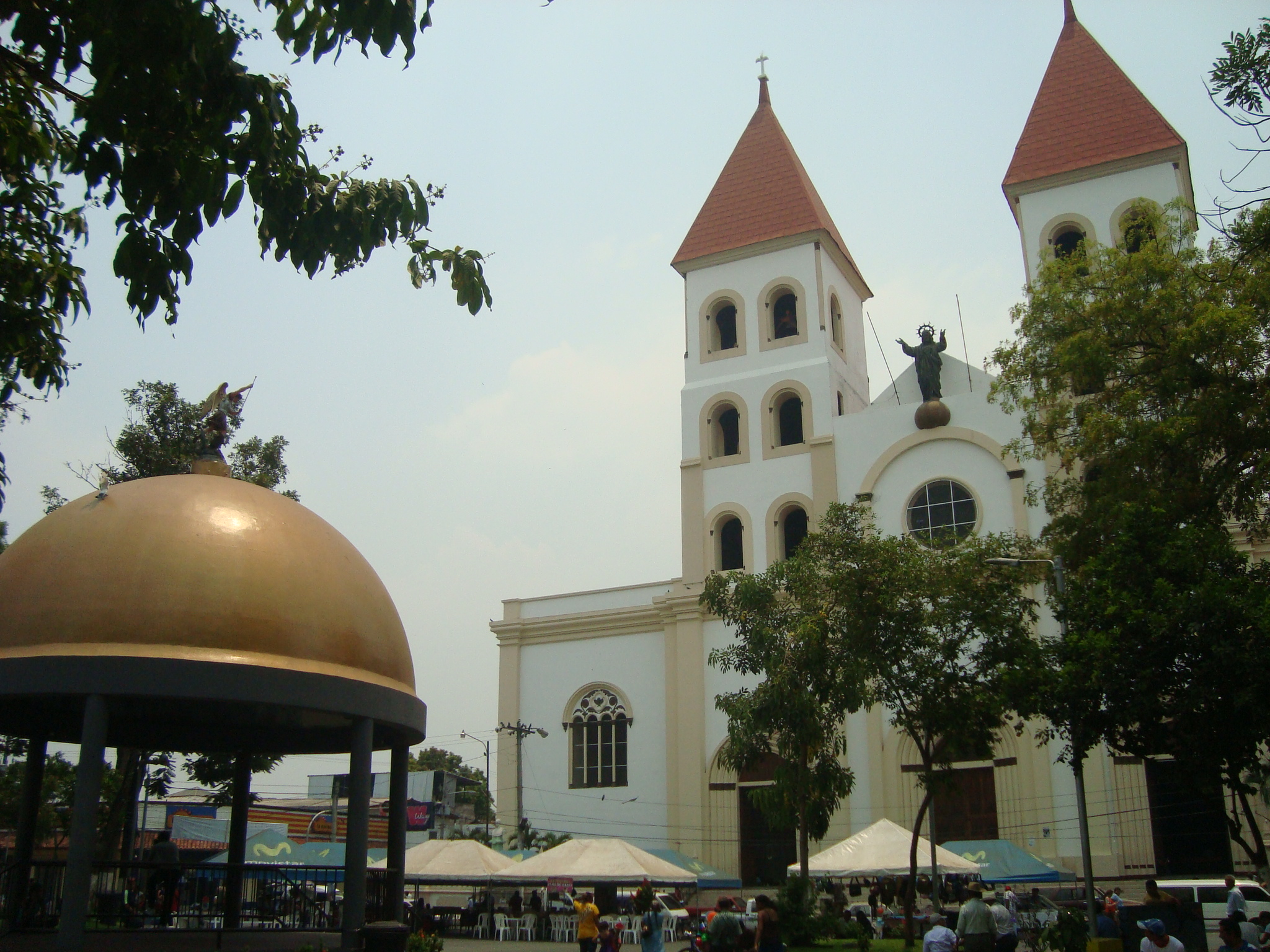
La Catedral de San Miguel y el parque Guzmán.

## Religión
| Religión en San Miguel (2020) | Religión en San Miguel (2020) | Religión en San Miguel (2020) | Religión en San Miguel (2020) | Religión en San Miguel (2020) |
| ----------------------------- | ----------------------------- | ----------------------------- | ----------------------------- | ----------------------------- |
| Religión                      | Religión                      |                               | Porcentaje                    | Porcentaje                    |
| Catolicismo                   | Catolicismo                   |                               | 60 %                          | 60 %                          |
| Protestantismo                | Protestantismo                |                               | 37 %                          | 37 %                          |
| Sin Religión                  | Sin Religión                  |                               | 2.5 %                         | 2.5 %                         |
| Otras religiones              | Otras religiones              |                               | 0.5 %                         | 0.5 %                         |

La religión en San Miguel hay 2 religiones que se practican mucho entre ellas están el Catolicismo y el Protestantismo. El Catolicismo representa el 60% de la población y el protestantismo representa el 37%. Mientras que el 2.5% de la población no pertenece a ninguna religión y el 0.5% pertenecen a otras religiones.

## Deporte
La infraestructura deportiva de San Miguel ha tenido un importante desarrollo y modernización desde principios de la década pasada. Los principales centros deportivos son el Estadio "Juan Francisco Barraza", "Polideportivo Don Bosco" y el Estadio Charlaix.
Club Deportivo Águila
En el año 1926 se fundó el Club Deportivo Águila de San Miguel como un club social, que tenía al béisbol como prioridad. Fue hasta 1956 que los directivos decidieron enfocarse en el fútbol, por lo que el equipo debutó en la segunda división en la temporada 1956/57. Águila se fortaleció con la contratación de varios jugadores de renombre provenientes del rival Club Deportivo Dragón, y la primera temporada en la primera división ocurrió en 1959 cuando se coronó por primera vez campeón ante el Club Deportivo FAS, con quien ha sostenido el clásico nacional salvadoreño. El club oriental ostenta el segundo puesto con más títulos de primera categoría con dieciséis coronas, y entre sus filas ha contado con renombrados jugadores de la talla de Juan Francisco Barraza, Juan Antonio «Maquinita» Merlos, Ademir Barbosa, Félix Pineda, Luis Ramírez Zapata, Salvador Coreas, y Hugo Coria.
Club Deportivo Dragón
En el año 1939 se fundó el club de fútbol Dragón que se convirtió en el más popular de la ciudad de San Miguel. Para la década de los años 1950 alcanzó dos títulos de primera división, pero después se debilitó con la contratación de varios de sus jugadores importantes por parte del Club Águila. La rivalidad era acérrima entre ambas instituciones, pero el Dragón descendería a la segunda división en 1964. Participa por quinta ocasión en la máxima categoría salvadoreña desde el Torneo Apertura 2013 y obtuvo su tercer título nacional el Torneo Clausura 2016.
Estadio Juan Francisco Barraza

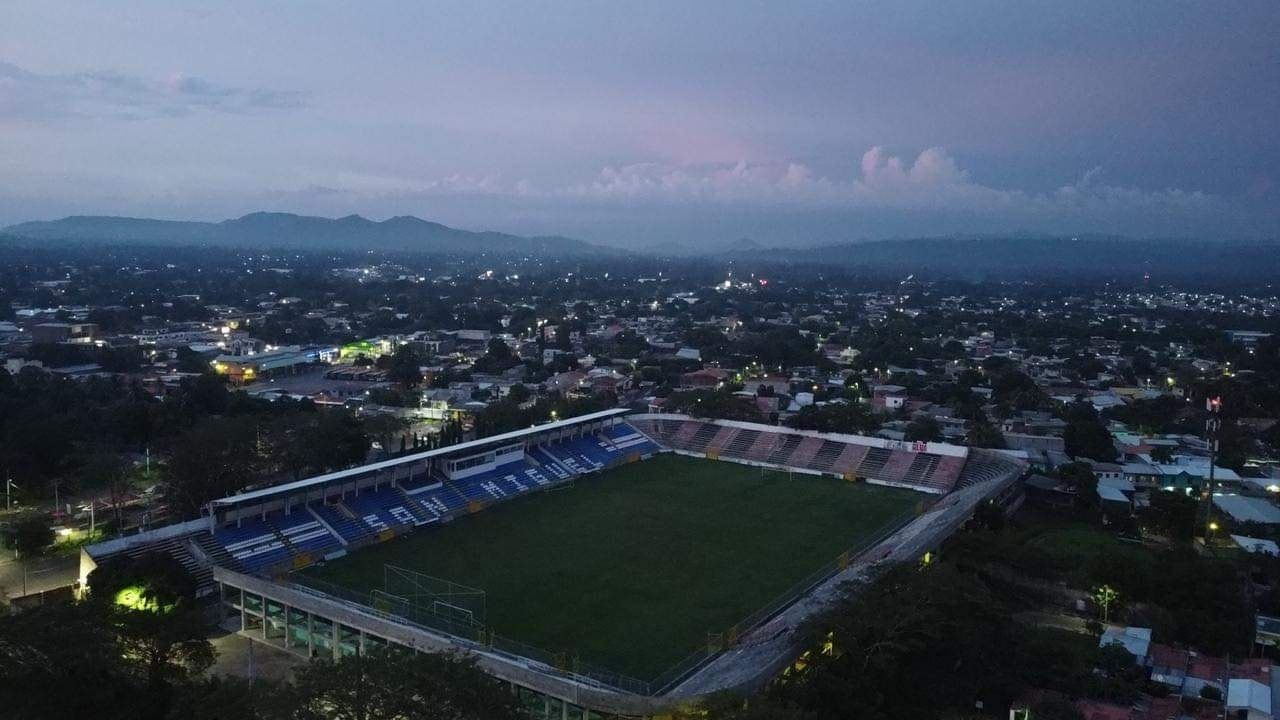
Estadio Juan Francisco Barraza.

Fue inaugurado el 15 de noviembre de 1959 y tiene una capacidad para 10 000 espectadores. Es la sede tanto del Club Deportivo Águila como del Club Deportivo Dragón, y se encuentra bajo la administración de la Fundación Águila.
Estadio Félix Charlaix
Comprende un complejo deportivo para la práctica del atletismo, fútbol, sóftbol y aeróbicos.
Polideportivo Don Bosco
Complejo deportivo que cuenta con canchas deportivas de fútbol sala, fútbol, básquetbol, gimnasio, piscina, estadio, y salones de usos múltiples. Se encuentra bajo la dirección de la Fundación Salvador del Mundo (Fusalmo).

## Relaciones internacionales
San Miguel es dos ciudad hermanas, Arlington, Virginia y La Esperanza, Honduras
- Condado de Arlington (Estados Unidos)

## Galería

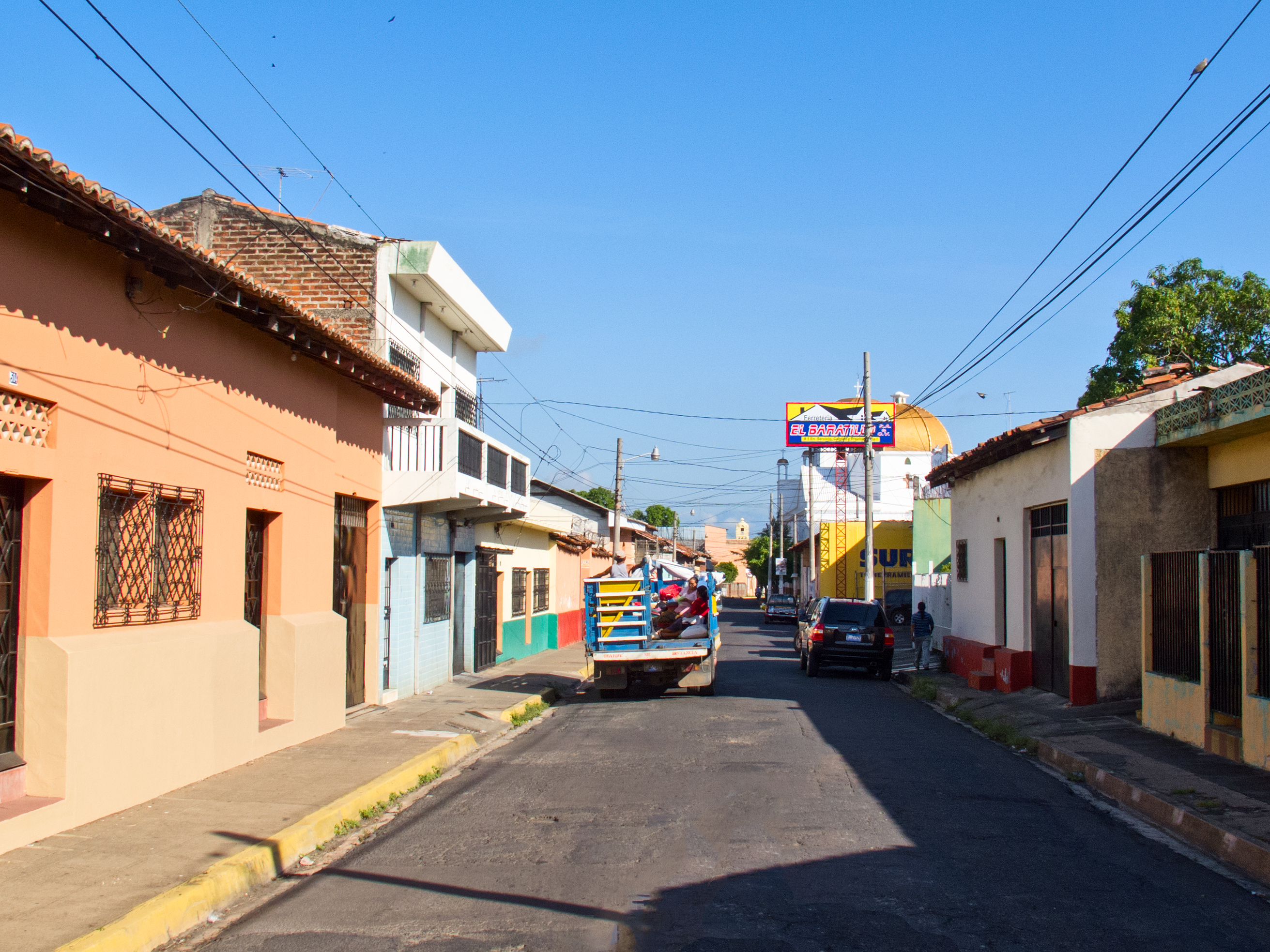
Una calle de San Miguel (Segunda Avenida Sur)
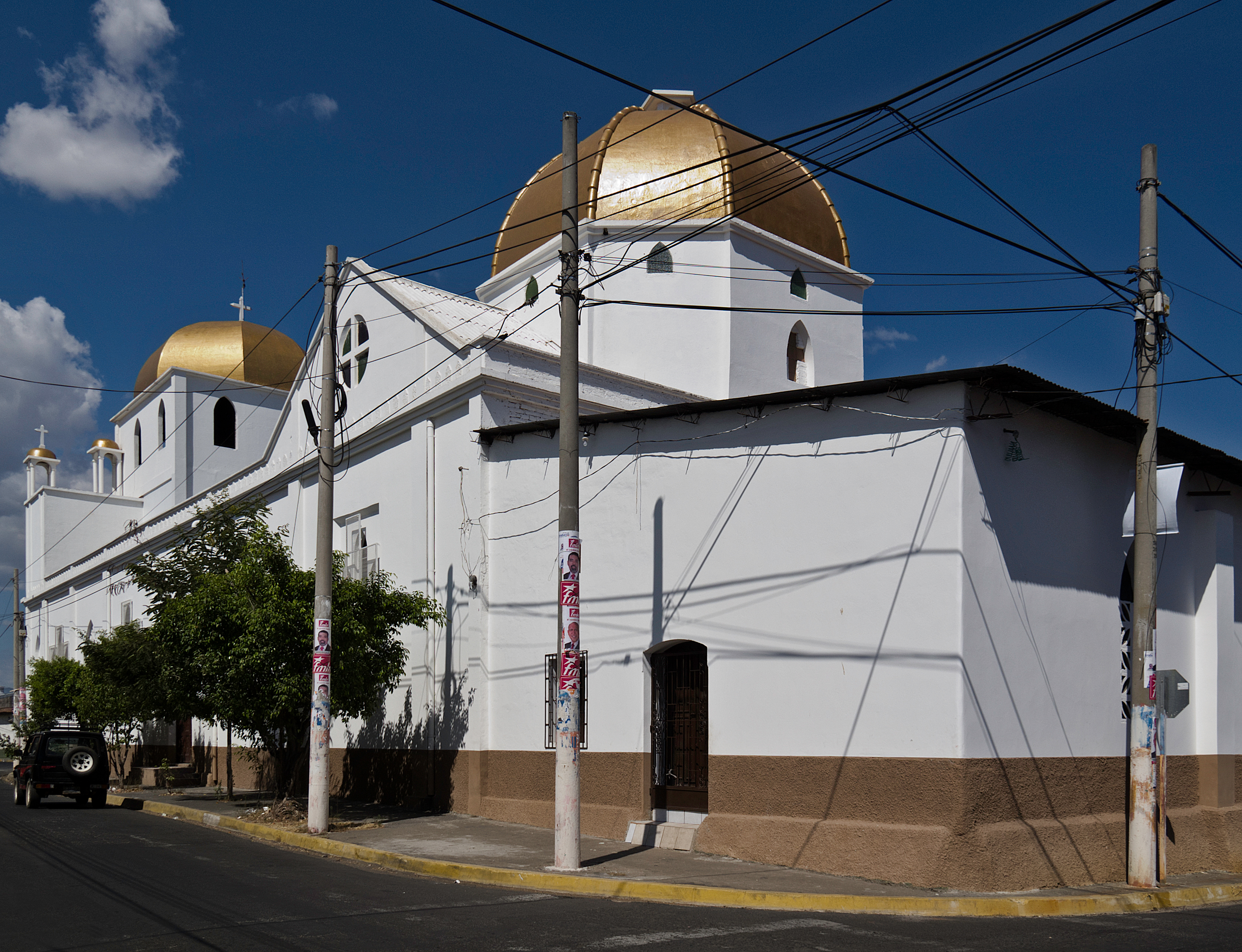
Iglesia El Calvario en San Miguel
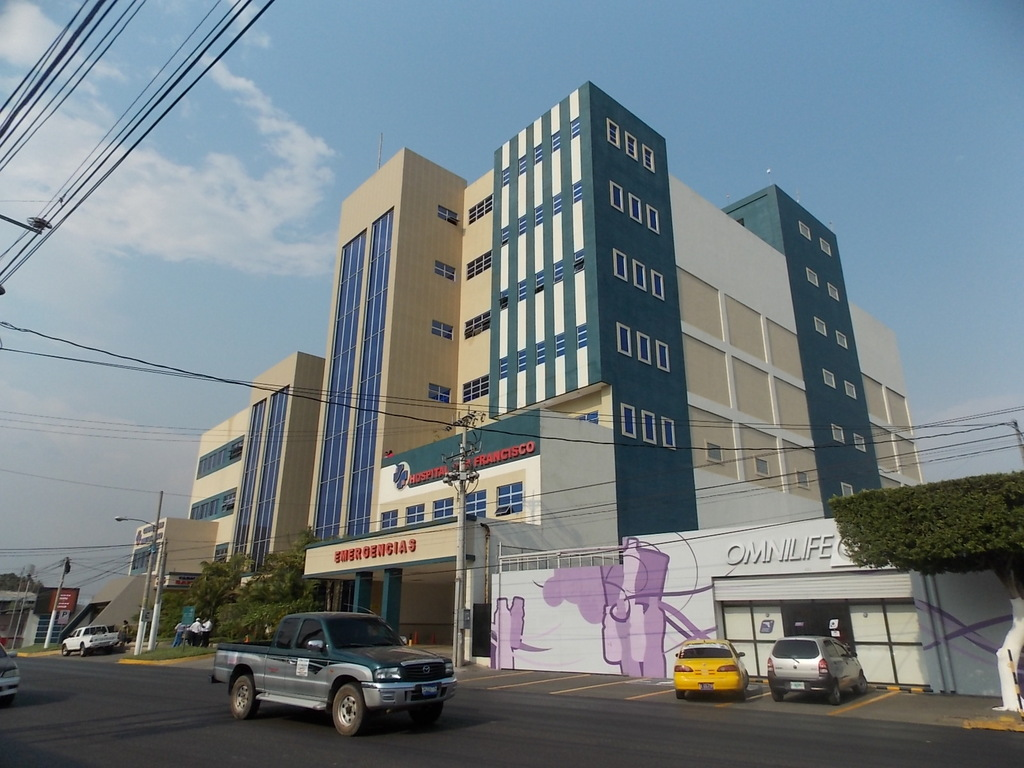
Hospital San Francisco en San Miguel
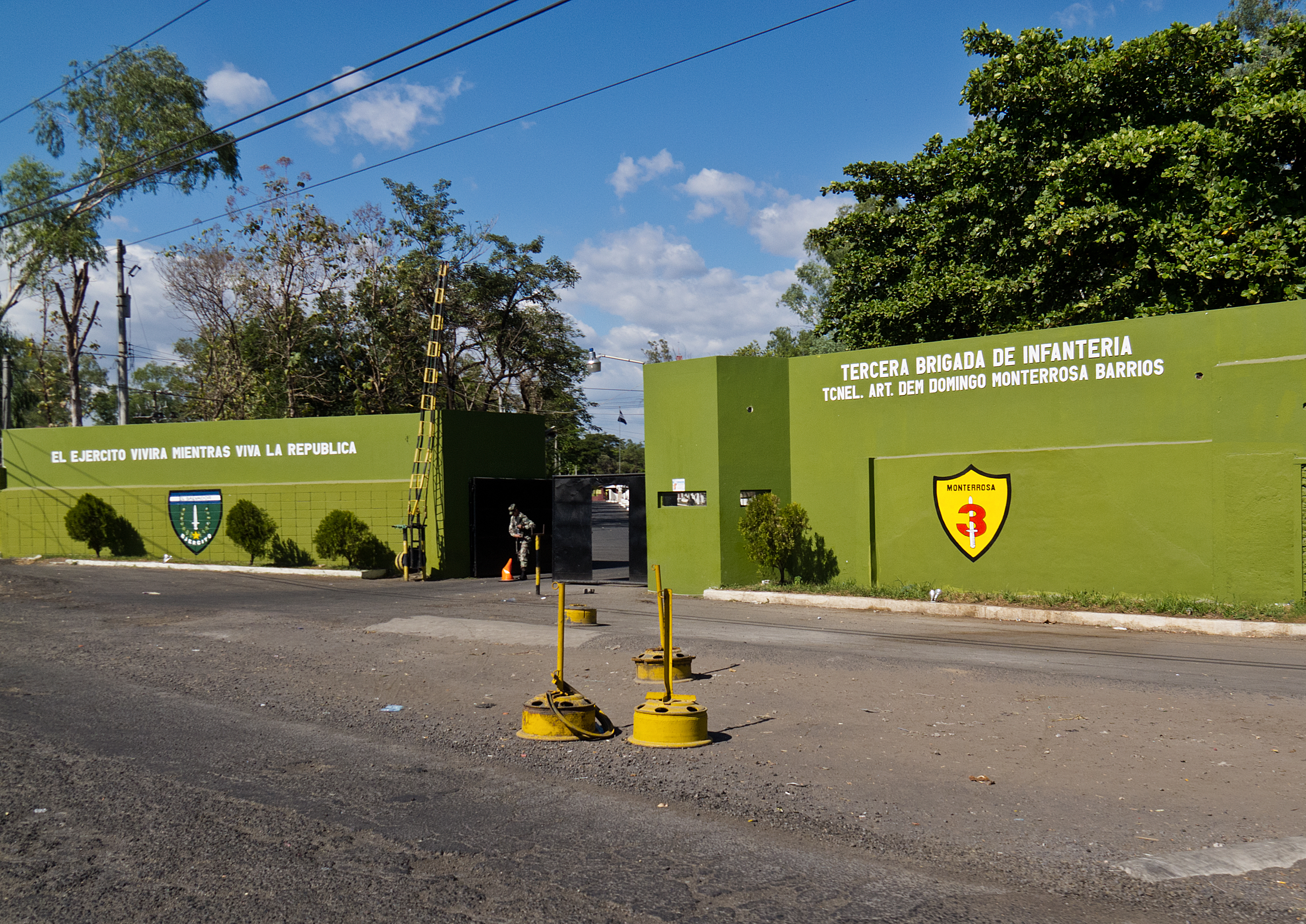
Tercera Brigada de Infantería en San Miguel
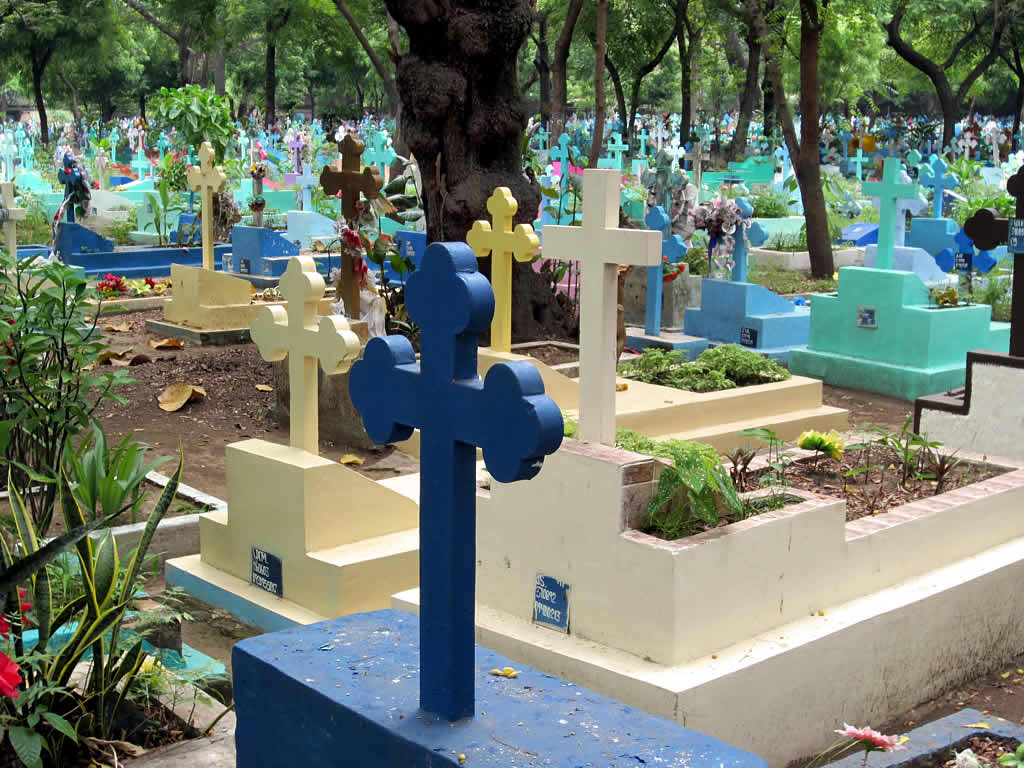
Cementerio General de San Miguel
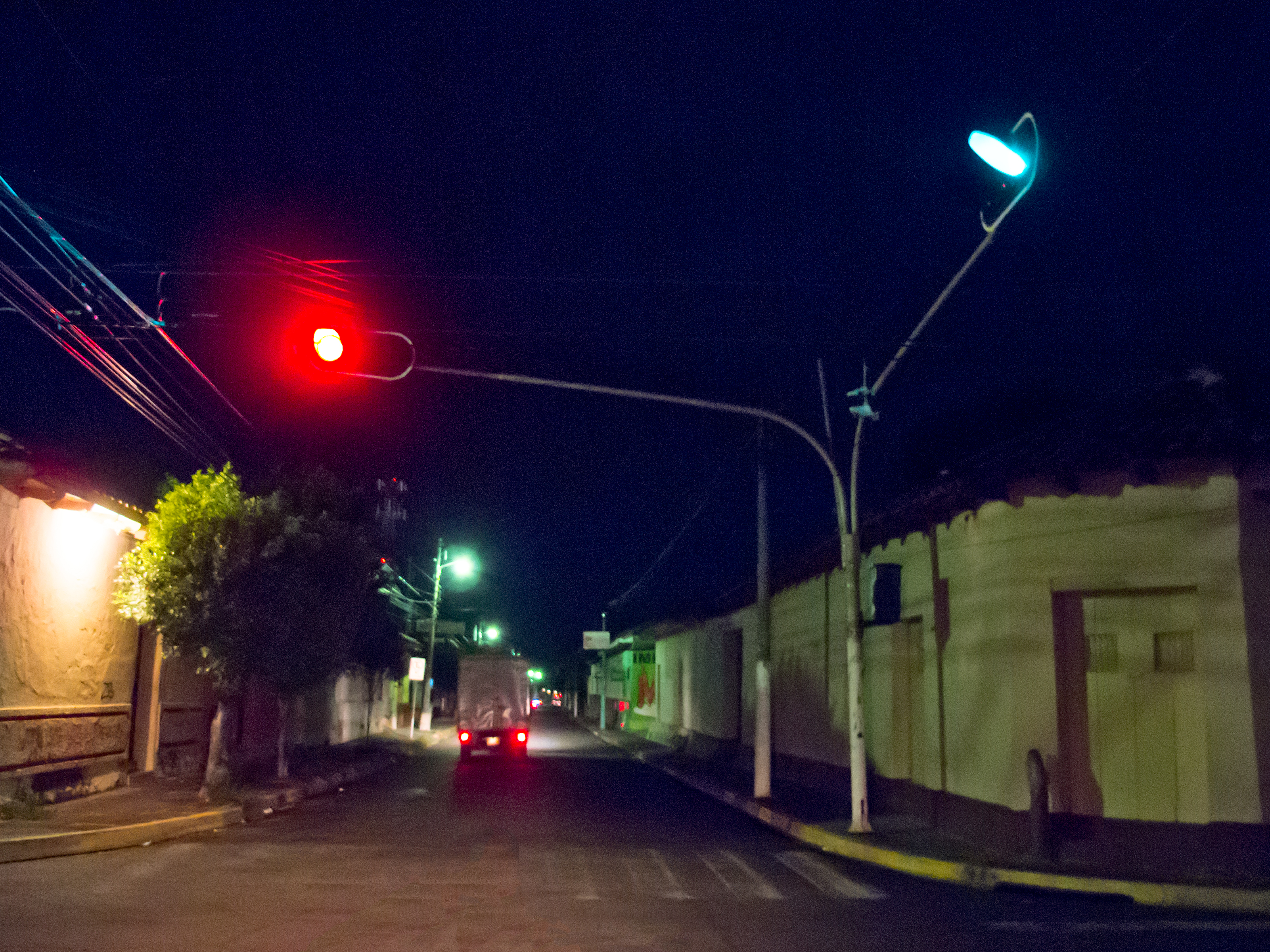
Calles de San Miguel en la noche
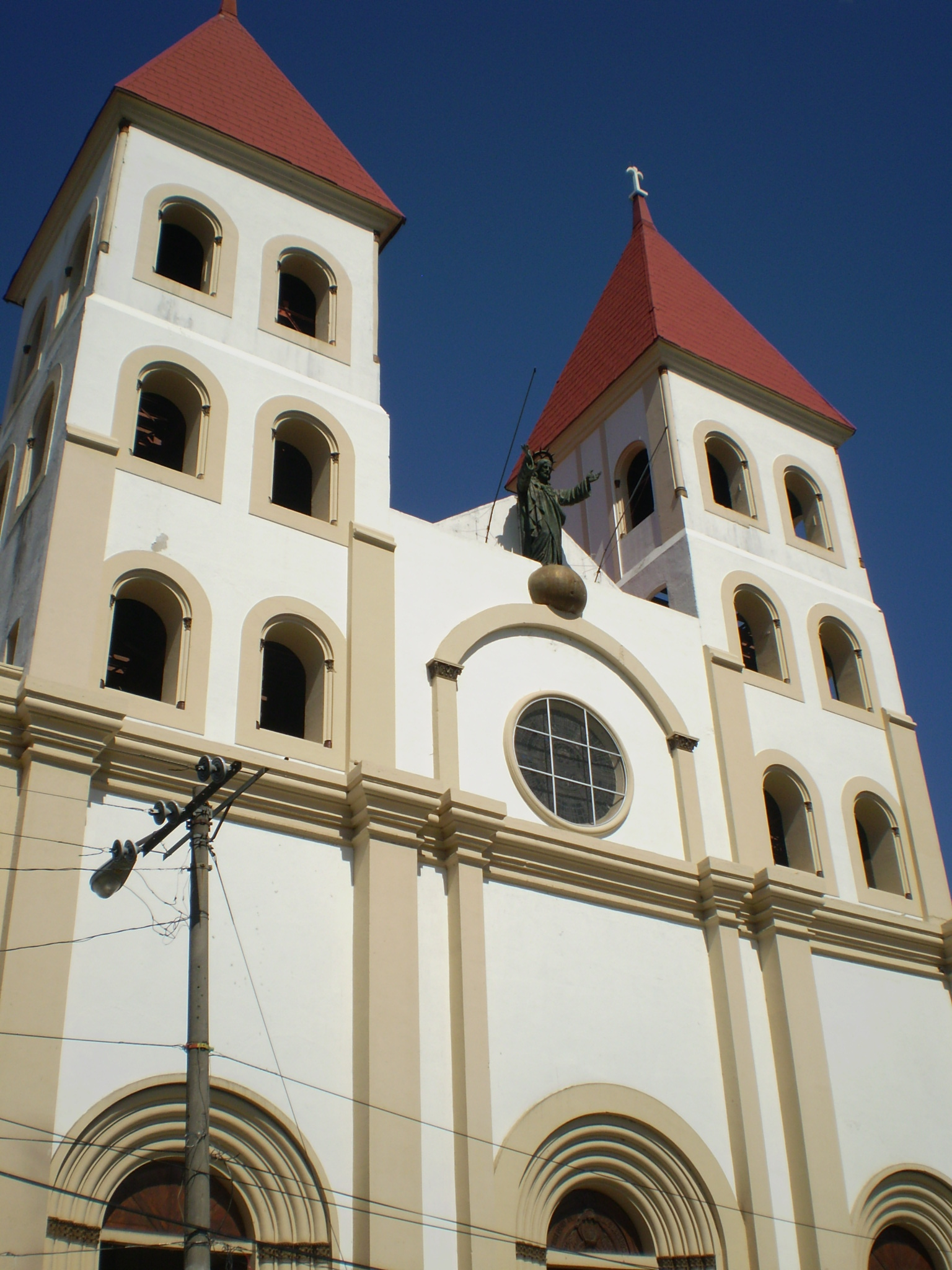
Catedral
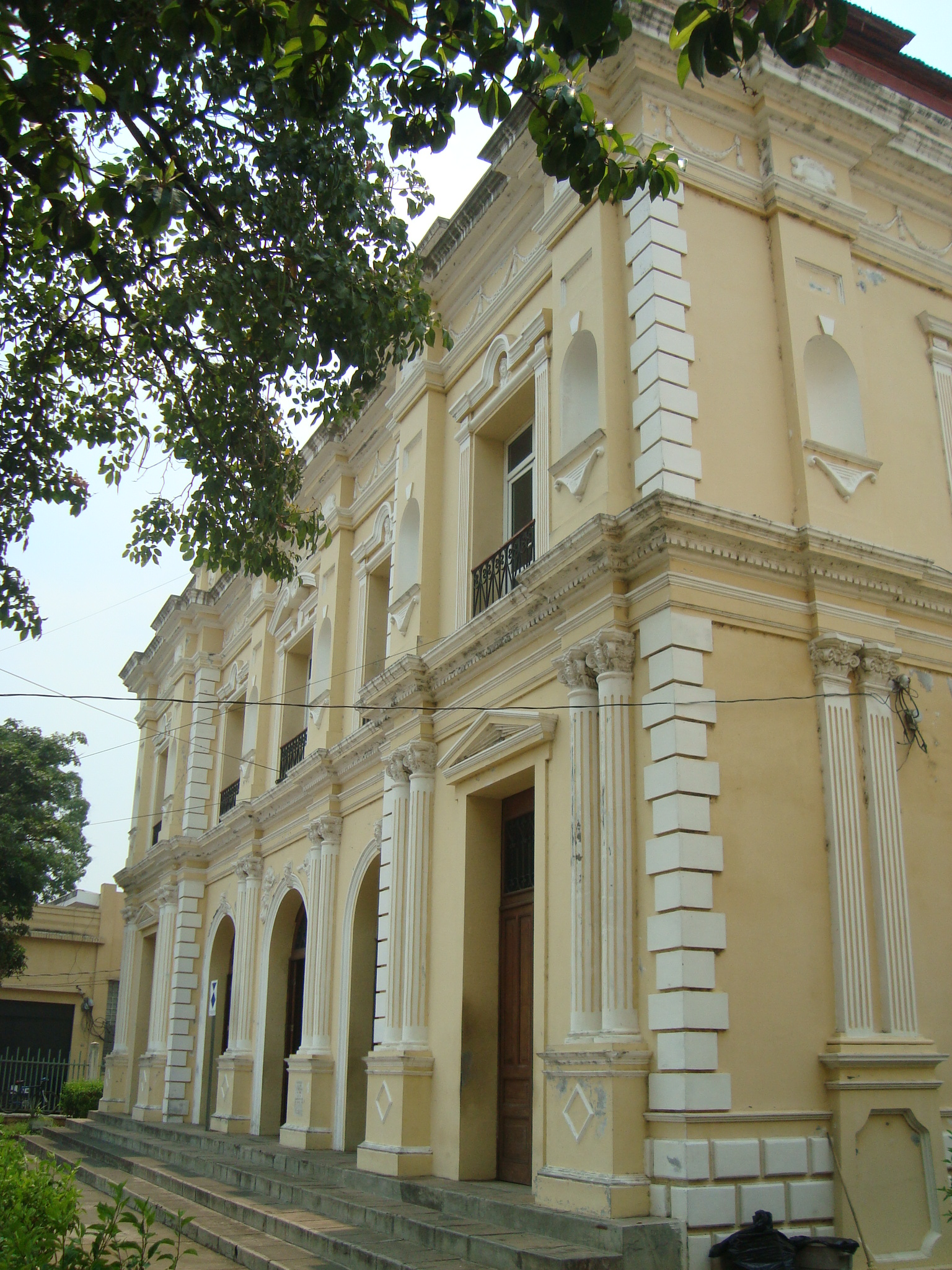
Teatro Nacional
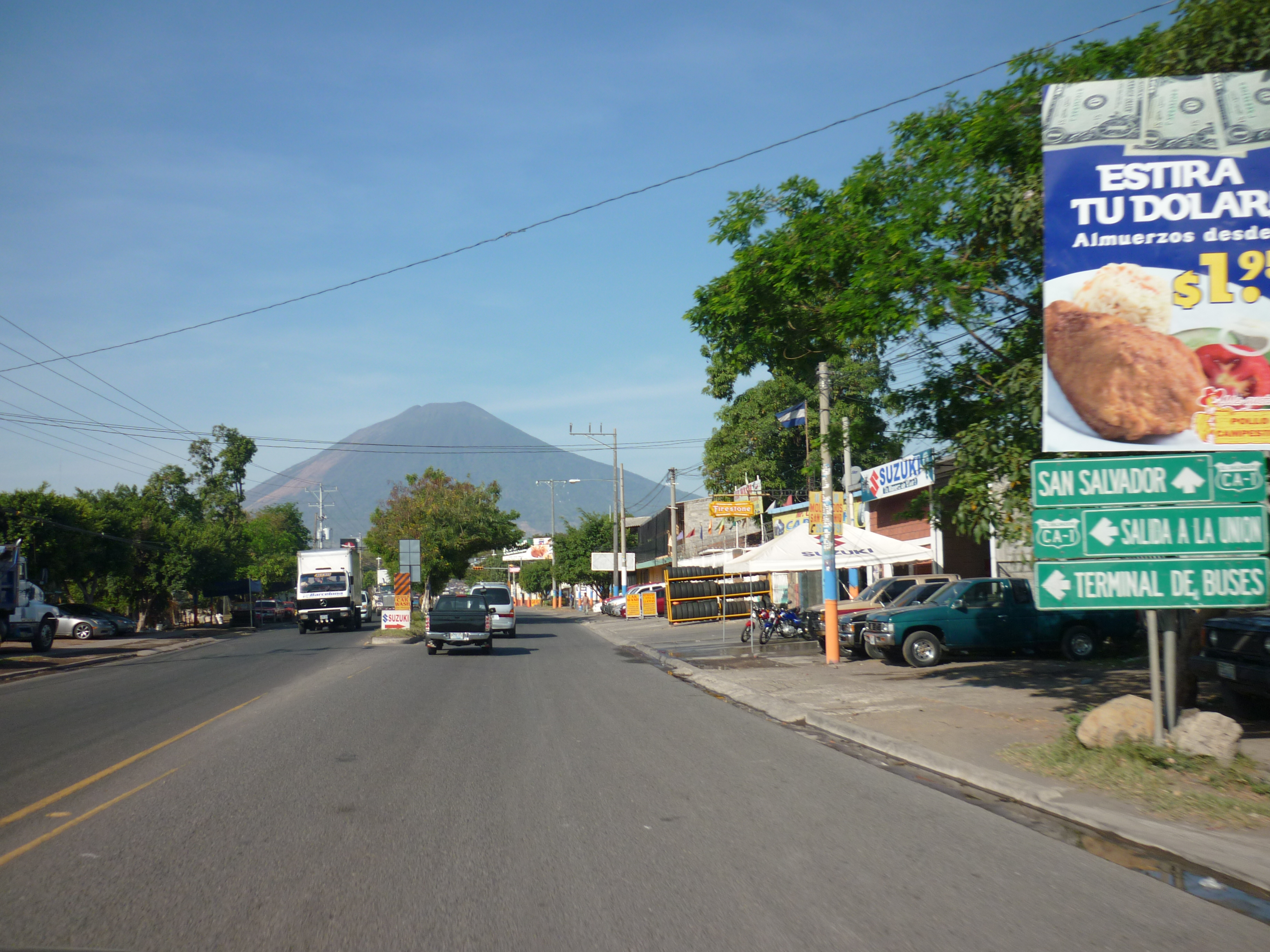
Ruta Militar